# Totò
Pour les articles homonymes, voir Toto et Curtis.
Antonio De Curtis dit Totò [toˈtɔ], né le 15 février 1898 à Naples et mort le 15 avril 1967 à Rome, est un acteur, dramaturge, comédien, humoriste, poète, parolier et scénariste italien. Acteur emblématique du comique napolitain, surnommé « il principe della risata » (litt. « le prince du rire »), il est considéré, également en vertu de certains rôles dramatiques, comme l'un des plus grands interprètes de l'histoire du théâtre et du cinéma italiens.
En 1933, alors qu'il est déjà un acteur reconnu au théâtre, il se fait légalement adopter par un aristocrate, le marquis Francesco Maria Gagliardi Focas, ce qui lui permet ensuite, alors qu'il a grandi dans la pauvreté, de porter à l'état-civil le nom complet de Antonio Griffo Focas Flavio Angelo Ducas Comneno Porfirogenito Gagliardi De Curtis di Bisanzio. Il peut ainsi faire reconnaître une impressionnante série de titres de noblesse, hérités de son père adoptif, parmi lesquels prince, comte palatin, duc de Macédoine, exarque de Ravenne et chevalier du Saint-Empire. Franc-maçon, il a été membre dès 1945 de la loge maçonnique « Fulgor » de Naples, et il a fondé la loge « Fulgor Artis », dont il a été vénérable maître, deux loges de l'obédience de la Serenissima Gran Loggia Nazionale italiana.
Masque bouffe dans la tradition de la commedia dell'arte, il a été comparé à des comiques tels que Buster Keaton et Charlie Chaplin, mais aussi aux Marx Brothers et à Ettore Petrolini. Au cours d'une carrière de près de cinquante ans, il est passé du théâtre (avec plus de 50 pièces de 1928 à 1957) au cinéma (avec 97 films de 1935 à 1968) et à la télévision (avec 9 téléfilms et divers sketches publicitaires), atteignant des sommets de popularité et des records d'entrées avec nombre de ses films et spectacles. Il jouera aux côtés de grands noms du cinéma italiens tels qu'Eduardo De Filippo, Titina De Filippo, Peppino De Filippo, Paolo Stoppa, Aldo Fabrizi, Giovanna Ralli, Gino Cervi, Vittorio De Sica, Silvana Pampanini, Erminio Macario (un autre grand acteur burlesque de l'époque), Anna Magnani, Marisa Merlini, Sylva Koscina, Sandra Milo, Alberto Sordi, Nino Manfredi, Ugo Tognazzi, Vittorio Gassman, Renato Salvatori, Carla Gravina, Claudia Cardinale, Marcello Mastroianni, Silvana Mangano ainsi que de célèbres acteurs internationaux tels que Joséphine Baker, Mistinguett, Fernandel, Louis de Funès, Jean-Claude Brialy, Annie Girardot, Jean Rochefort, Claudine Auger, Viviane Romance, Orson Welles ou Ben Gazzara. De grands réalisateurs italiens l'ont fait travailler comme Mario Monicelli, Steno, Luigi Comencini, Mario Costa, Lucio Fulci, Sergio Corbucci, Dino Risi, Alessandro Blasetti, Vittorio De Sica et Roberto Rossellini. À la fin de sa vie, il tourne à trois reprises avec Pier Paolo Pasolini. La première de leurs collaborations, le long-métrage Des oiseaux, petits et gros, vaut à Totò une mention spéciale au Festival de Cannes 1966.
Auteur également de chansons à succès, la plus célèbre étant sûrement Malafemmena en 1951, ainsi que de poésies napolitaines parues dans le recueil 'A livella en 1964.
Ses interprétations ont été rendues difficiles à la fin de sa vie par une cécité presque totale due à une forme grave de choriorétinite, probablement aggravée par une longue exposition aux lumières de la scène. Souvent déprécié par la plupart des critiques de cinéma de son époque, il a été largement réévalué après sa mort, à tel point qu'il figure encore aujourd'hui parmi les comédiens italiens les plus populaires de tous les temps, dont les saillies drôlatiques et les bons mots sont entrés dans le vocabulaire commun.

## Biographie

### Le «vaurien» du rione Sanità

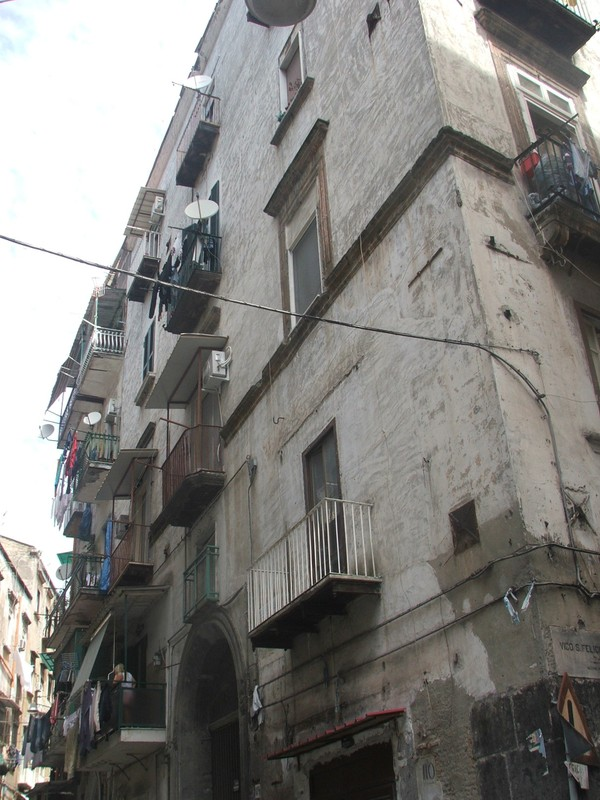
Totò résida au troisième étage du numéro 107, via Santa Maria Antesaecula dans le rione Sanità à Naples.

Antonio Vincenzo Stefano Clemente naît le 15 février 1898 dans le rione Sanità de Naples (quartier considéré comme le centre de la guapperia napolitaine), via Santa Maria Antesaecula au troisième étage du numéro 107 (quelques mois plus tard, en raison de l'exiguïté de la maison, ils déménagent à quelques mètres de là, au deuxième étage du numéro 109 de via Santa Maria Antesaecula,, reconnue aujourd'hui comme la maison historique de Totò), d'une relation clandestine entre Anna Clemente (Palerme, 2 janvier 1881 - Naples, 23 octobre 1947) et Giuseppe De Curtis (Naples, 12 août 1873 - Rome, 29 septembre 1944), qui, pour garder le secret, ne le reconnaît pas dans un premier temps, si bien qu'il est inscrit à l'état civil sous le nom d'« Antonio Clemente, fils d'Anna Clemente et de N. N. »,,,.
Solitaire et mélancolique,, il grandit dans des conditions extrêmement précaires et montre dès l'enfance une forte vocation artistique qui l'empêche de se consacrer à ses études, si bien qu'à partir de la quatrième classe (équivalent CM1 en France), il est rétrogradé à la troisième (équivalent CE2). Cela ne l'embarrasse guère ; au contraire, il amuse souvent ses camarades de classe avec de petits numéros, des grimaces et des plaisanteries. L'enfant occupe souvent ses journées en observant secrètement les gens, surtout ceux qui lui paraissent plus excentriques, en essayant d'imiter leurs mouvements, ce qui lui vaut le surnom de « 'o spione » (litt. « l'espion »). Cette curieuse méthode d'apprentissage l'a beaucoup aidé à caractériser certains des personnages qu'il a interprétés au cours de sa carrière.

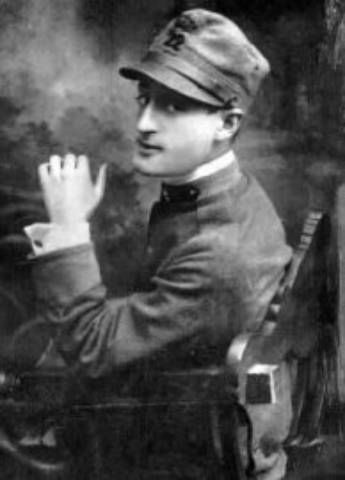
Totò mobilisé en 1918.

Après avoir terminé l'école primaire, on l'inscrit à l'internat Cimino, où un incident banal avec l'un des tuteurs, qui le frappe involontairement du poing, lui déforme le nez et le menton. Cette altération morphologique faciale sera déterminante dans l'élaboration de son « masque bouffe ». Il ne progresse pas à l'internat et décide d'abandonner prématurément ses études, sans avoir obtenu son certificat d'études secondaires. Sa mère souhaitant qu'il soit prêtre, il fréquente d'abord la paroisse en tant qu'enfant de chœur ; mais, encouragé par ses premiers succès dans des petits spectacles qu'il accomplissait en famille ou en petit comité d'amis (appelés « periodiche » à Naples) et attiré par les spectacles de variétés, il commence en 1913, encore très jeune, à fréquenter les théâtres de banlieue en jouant — sous le pseudonyme de « Clerment » — des macchiettas et des imitations du répertoire de Gustavo De Marco, un artiste napolitain caractérisé par son talent d'imiteur et ses gestes amples, semblables à ceux d'une marionnette. C'est sur ces théâtres de banlieue qu'il rencontre des acteurs comme Eduardo De Filippo, Peppino De Filippo et les musiciens Cesare Andrea Bixio et Armando Fragna.
Pendant les années de la Première Guerre mondiale, il s'engage comme volontaire dans l'armée royale. Il est affecté au 22e régiment d'infanterie Cremona et stationné d'abord à Pise puis à Pescia, puis transféré au 182e bataillon de milice territoriale, une unité stationnée dans le Piémont, mais destinée à partir pour le front français. À la gare d'Alexandrie, le commandant de son bataillon l'arme d'un couteau et l'avertit qu'il devra partager ses quartiers dans le train avec une unité de soldats marocains aux mœurs sexuelles étranges et redoutées. Totò, terrifié, tombe malade (selon certaines rumeurs, il aurait improvisé une crise d'épilepsie) et se fait admettre à l'hôpital militaire local, évitant ainsi de partir pour la France. Il reste en observation pendant une courte période et, à sa sortie de l'hôpital, il est incorporé au 88e régiment d'infanterie Friuli stationné à Livourne ; c'est précisément pendant cette période qu'il subit les sévices et les humiliations continuels d'un gradé ; de cette expérience est née la célèbre devise de l'acteur : « Siamo uomini o caporali? » (litt. « Sommes-nous des hommes ou des caporaux ? »),,.

### Les débuts dans la variété

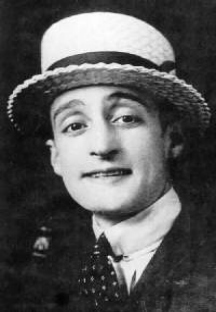
Totò dans les années 1920.

Après son service militaire, il veut devenir officier de marine mais, ne supportant pas la discipline, il s'enfuit de chez lui pour reprendre son activité de macchiettista ; il est engagé par l'impresario Eduardo D'Acierno (son sketch Il bel Ciccillo est devenu célèbre, remis au goût du jour en 1949 dans le film Yvonne la Nuit) et connaît son premier succès à la Sala Napoli, un dancing mineur de la capitale de la Campanie, grâce à une parodie de la chanson d'E. A. Mario Vipera, intitulée Vicolo, qu'il avait autrefois entendue interprétée au Teatro Orfeo par l'acteur Nino Taranto, auquel il demanda s'il pouvait la lui « voler ».
Au début des années 1920, Giuseppe De Curtis reconnaît Totò comme son fils et régularise la situation familiale en épousant sa mère,,. Réunie, la famille s'installe à Rome, où Totò, au grand dam de ses parents, est engagé comme « straordinario » — c'est-à-dire un comédien remplaçant à utiliser occasionnellement et bénévolement — dans la troupe de l'impresario Umberto Capece, un groupe d'acteurs médiocres et indolents. Il entre ainsi dans la commedia dell'arte et se fait particulièrement apprécier du public en incarnant sur scène l'antagoniste de Polichinelle,. Cependant, le jeune homme doit faire quelques sacrifices pour se rendre au théâtre : n'ayant même pas l'argent pour un billet de tramway, il doit partir de Piazza Indipendenza pour se rendre à Piazza Risorgimento, à l'autre bout de la ville ; à cet égard, pendant la saison hivernale, il demande quelques pièces à l'impresario Capece, qui, d'une manière exagérément brusque et inattendue, le renvoie et le remplace instantanément par un autre « straordinario »,. L'épisode fut un coup dur pour Totò, qui, consterné, quitta le théâtre à contrecœur après avoir récupéré ses effets.

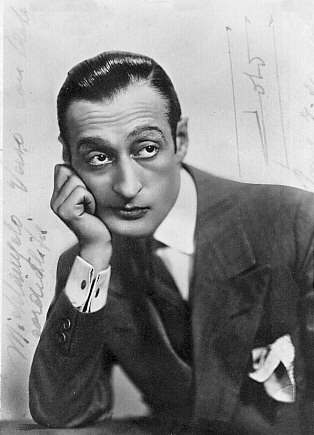
Totò vers 1930 (autographe datant de 1943).

Pendant cette brève période de chômage, Totò est totalement découragé et son moral ne remonte que lorsqu'il parvient à gagner un peu d'argent en se produisant dans de petites salles ; au cours de ces expériences, il décide de se concentrer sur le genre théâtral qu'il aime le plus : la variété. Il envisage de se présenter à l'auteur dramatique napolitain Francesco De Marco (célèbre pour ses représentations théâtrales extravagantes), mais se ravise à la dernière minute, probablement par manque d'assurance.
L'acteur commence à réfléchir à l'idée de se produire seul et décide donc de garder Gustavo De Marco (sans lien de parenté avec le comédien en chef Francesco) comme modèle d'inspiration, que Totò, en s'exerçant devant le miroir, est capable d'imiter sans effort particulier. Dès qu'il se sent prêt, il décide de faire un essai au théâtre Ambra Jovinelli, qui est à l'époque le haut lieu des spectacles de variétés, où se sont produits des artistes comme Ettore Petrolini, Raffaele Viviani, Armando Gill, Gennaro Pasquariello, Alfredo Bambi et De Marco lui-même. Sous le coup de l'émotion, il se présente au propriétaire du théâtre, Giuseppe Jovinelli, un homme rude, connu et respecté pour s'être affronté dans le passé à un petit chef de la pègre locale. La brève entrevue se déroule de manière inattendue et Totò, à sa grande joie et à son incrédulité, est sélectionné. Il débute avec trois macchiettas de De Marco : Il bel Ciccillo, Vipera et Il Paraguay, qui remportent un grand succès auprès du public et suscitent un enthousiasme impensable de la part de Jovinelli. Le comédien signe un contrat prolongé avec le propriétaire, qui le fait souvent jouer dans diverses parties du spectacle et organise même un match fictif entre lui et le boxeur Oddo Ferretti.
Cependant, la reconnaissance publique obtenue au théâtre ne compense pas le mode de vie de l'artiste : le salaire est très bas et il ne peut même pas s'offrir des vêtements élégants et des accessoires raffinés (auxquels il tient beaucoup) ou une coupe de cheveux distinctive avec des favoris comme ceux de Rodolfo Valentino. À cette époque, il se lie d'amitié avec un barbier, Pasqualino, qui, connaissant le milieu théâtral et indulgent à l'égard de la situation financière du jeune homme, parvient à le faire engager par Salvatore Cataldi et Wolfango Cavaniglia, les propriétaires du teatro Sala Umberto (it).
Totò renouvelle sa garde-robe (qui consistait jusqu'alors en une seule tenue de scène, de plus en plus usée) : un chapeau melon usé, un costume du matin trop grand, une chemise piteuse à col bas, un lacet en guise de cravate, un pantalon court et ample, des chaussettes de couleur et de simples chaussures plates noires,. Le soir de la première, l'acteur était à son meilleur, se livrant à des expressions faciales, des pirouettes, des calembours et l'éternelle macchietta de Gustavo De Marco. Au milieu des bis et des applaudissements, l'expérience du Sala Umberto I marque l'intronisation définitive de Totò dans le théâtre de variétés.

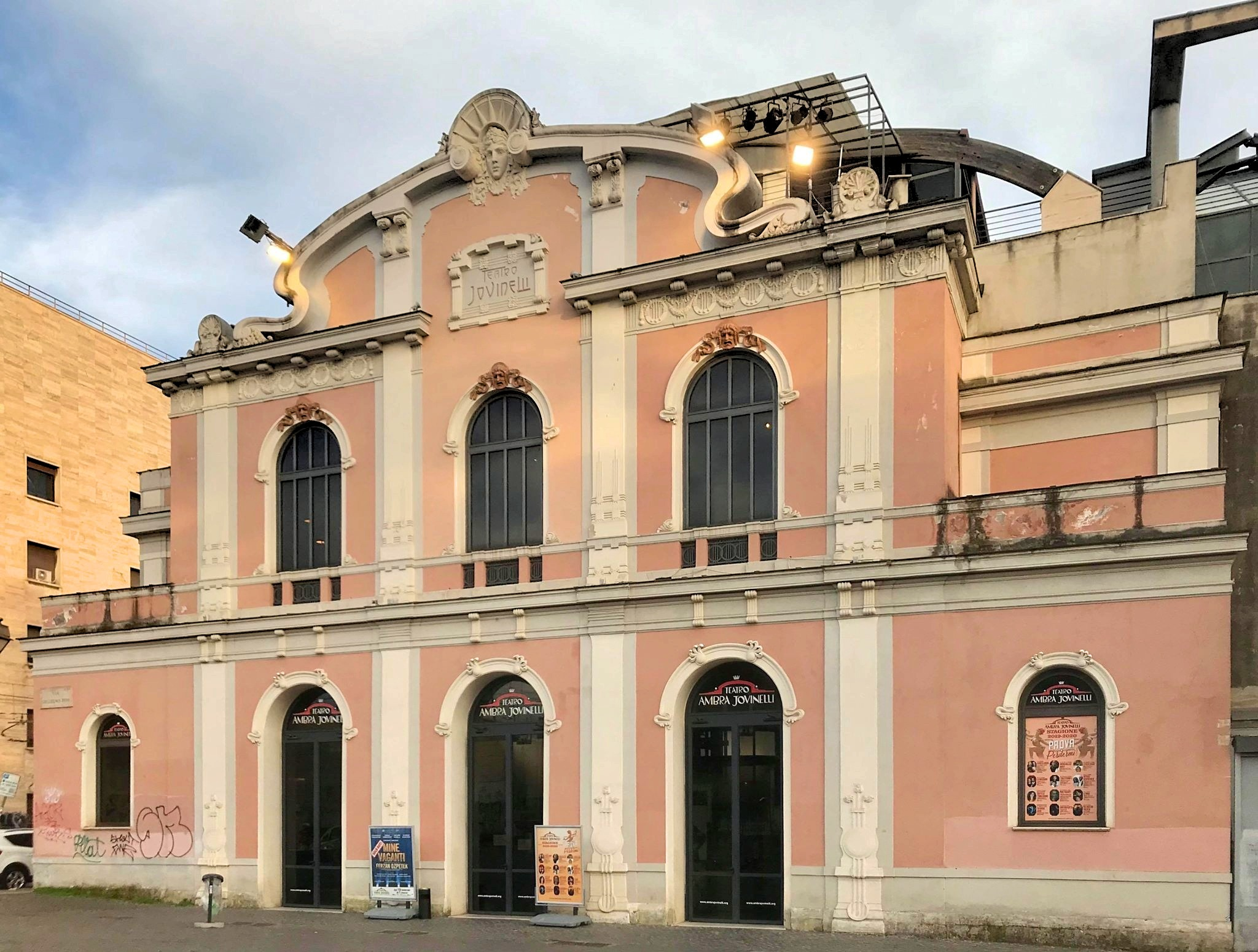
Le théâtre Ambra Jovinelli en 2020.

Entre 1923 et 1927, il se produit dans les principaux cafés-concerts d'Italie et se fait un nom dans tout le pays. Grâce à l'augmentation de ses revenus, il peut enfin se permettre de porter des vêtements élégants et de soigner davantage son apparence physique, avec des cheveux coiffés et des favoris à la Rodolfo Valentino ; c'est une période faste surtout en ce qui concerne les femmes, avec lesquelles il a une série d'aventures (surtout avec des « sciantosa » et des ballerines), si bien qu'il acquiert bientôt la réputation d'un véritable « coureur de jupons ». Avant de commencer un de ses spectacles, il jetait toujours un coup d'œil dans le public à la recherche de la « belle du jour » à qui il dédierait son spectacle,, et qui le plus souvent, après plusieurs soirées, le rejoignait dans sa loge à l'entracte ou à la fin du spectacle.
En 1927, il est engagé par Achille Maresca, propriétaire de deux compagnies différentes ; Totò rejoint d'abord la compagnie dont Isa Bluette, l'une des soubrettes les plus en vogue de l'époque, est prima donna, puis, à partir de 1928, celle d'Angela Ippaviz ; les auteurs sont « Ripp » (Luigi Miaglia) et « Bel Ami » (Anacleto Francini). Dans la première compagnie, il rencontre Mario Castellani, destiné à devenir plus tard l'un de ses partenaires les plus fidèles et les plus appréciés,.
En 1929, alors qu'il se trouve à La Spezia avec la compagnie d'Achille Maresca, il est contacté par le baron Vincenzo Scala, propriétaire de la billetterie du Teatro Nuovo de Naples, envoyé par l'impresario Eugenio Aulicio pour l'engager comme vedette dans quelques spectacles de Mario Mangini et Eduardo Scarpetta, dont Miseria e nobiltà, Messalina et I tre moschettieri (où il joue D'Artagnan), aux côtés de Titina De Filippo,. Messalina est restée particulièrement dans les mémoires du public, Totò ayant improvisé un sketch dans lequel il grimpait le long du rideau en faisant des grimaces et des ricanements aux spectateurs, qui s'extasiaient,.

#### Liliana Castagnola

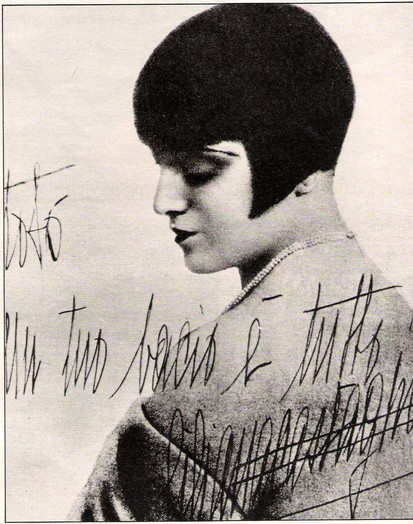
Portrait de Liliana Castagnola.

Cependant, les satisfactions professionnelles de l'acteur ne vont pas de pair avec ses satisfactions sentimentales : malgré ses succès féminins et ses nombreuses aventures, il ne se sent pas comblé. Jusqu'à ce que Liliana Castagnola fasse irruption dans sa vie, que Totò aperçoit sur quelques photographies dans une robe de scène aguichante et qui l'impressionne immédiatement. Jusqu'alors, Castagnola avait été un sujet constant de l'actualité mondaine : elle avait été expulsée de France pour avoir incité deux marins à se battre en duel, et l'un de ses amants jaloux s'était suicidé après lui avoir tiré deux coups de pistolet, dont l'un l'avait blessée au visage, lui laissant un fragment de balle dans la chair qui lui causait de vives douleurs, et pour lesquelles elle prenait des tranquillisants. À cause de la cicatrice, bien que légère, elle adopte une coupe au carré qui couvre ses joues et son front.
Elle arrive à Naples en décembre 1929, engagée par le Teatro Nuovo ; intriguée par le spectacle de l'artiste napolitain, elle se présente un soir à l'un de ses spectacles. Totò ne manque pas l'occasion et commence à la courtiser en lui envoyant des bouquets de roses avec un mot d'admiration à la pension d'artistes où elle habite, ce à quoi elle répond par une lettre d'invitation,. C'est le début d'une histoire d'amour intense, bien que brève et tourmentée. Bien qu'elle soit une femme fatale sur scène et dans la vie réelle, Castagnola éprouve un sentiment sincère et passionné pour l'artiste napolitain, recherchant une relation stable et durable.
Après une première phase joyeuse, les problèmes de jalousie commencent : Totò ne supporte pas l'idée que Liliana soit courtisée par des admirateurs lors de ses tournées et cela lui fait craindre d'être cocufié, ce qui donne lieu à des querelles incessantes. Tous deux sont alors victimes de ragots et de commérages ; elle entre dans un profond état dépressif et leur relation se détériore. Liliana, qui éprouve un sentiment d'attachement passionnel à l'égard de son homme, propose, pour rester proche de lui, de s'inscrire dans sa propre compagnie, mais Totò, se sentant oppressé par son comportement, est à plusieurs reprises sur le point de la quitter, jusqu'à ce qu'il décide d'accepter un contrat avec la compagnie de soubrettes Cabiria, qui l'emmènera à Padoue.
L'épilogue tragique de cette relation survient quand Liliana, se sentant abandonnée par son bien-aimé, se suicide en avalant un tube entier de somnifères. Elle est retrouvée morte dans sa chambre d'hôtel, avec à ses côtés une lettre d'adieu à Totò, :
« Antonio, potrai dare a mia sorella Gina tutta la roba che lascio in questa pensione. Meglio che se la goda lei, anziché chi mai mi ha voluto bene. Perché non sei voluto venire a salutarmi per l'ultima volta? Scortese, omaccio! Mi hai fatto felice o infelice? Non so. In questo momento mi trema la mano... Ah, se mi fossi vicino! Mi salveresti, è vero? Antonio, sono calma come non mai. Grazie del sorriso che hai saputo dare alla mia vita grigia e disgraziata. Non guarderò più nessuno. Te l'ho giurato e mantengo. Stasera, rientrando, un gattaccio nero mi è passato dinnanzi. E, ora, mentre scrivo, un altro gatto nero, giù per la strada, miagola in continuazione. Che stupida coincidenza, è vero?... Addio. Lilia tua. »
« Antonio, tu peux donner à ma sœur Gina toutes les affaires que je laisse dans cette pension. Mieux vaut que ce soit elle qui en profite plutôt que ceux qui ne m'ont jamais aimé. Pourquoi n'es-tu pas venu me dire au revoir pour la dernière fois ? Espèce de grossier personnage ! M'as-tu rendu heureuse ou malheureuse ? Je n'en sais rien. En ce moment, ma main tremble... Ah, si tu étais près de moi ! Tu me sauverais, n'est-ce pas ? Antonio, je suis toujours aussi calme. Merci pour le sourire que tu as donné à ma vie morne et misérable. Je ne regarderai plus jamais personne. Je te l'ai juré et je m'y tiens. Ce soir, en rentrant, un chat noir est passé devant moi. Et maintenant, alors que j'écris, un autre chat noir, en bas de la rue, miaule sans cesse. Quelle stupide coïncidence, n'est-ce pas ?... Adieu. Ta Lilia. »

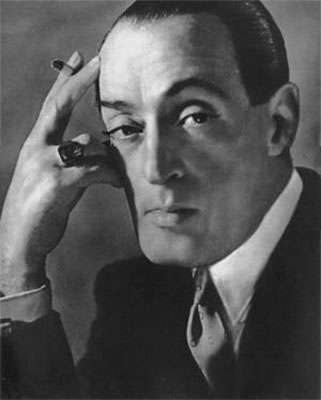
Totò dans les années 1930.

Totò, qui retrouve le corps sans vie de la femme le lendemain matin, est anéanti. Toute sa vie, il fut habité par le poids de la responsabilité, l'incompréhension de l'intensité de ses sentiments et le remords d'avoir pensé que « puisqu'elle avait déjà eu beaucoup d'hommes, il pouvait lui-même avoir des rapports avec elle sans assumer aucune responsabilité ». Il décide de l'enterrer dans la chapelle des De Curtis à Naples, dans la tombe au-dessus de la sienne et déclare que, s'il avait une fille, au lieu de la baptiser du nom de sa grand-mère paternelle Anna (selon la coutume napolitaine), il lui donnerait le nom de Liliana, comme il l'a fait pour sa fille Liliana De Curtis,,. Totò a également conservé un mouchoir imbibé de mascara qu'il avait ramassé le matin de la découverte du corps de Castagnola, avec lequel elle avait probablement essuyé ses larmes alors qu'elle attendait la mort,.
Conformément à l'engagement qu'il avait déjà pris, il part le soir même pour une tournée avec la compagnie à Padoue. Nous sommes en mars 1930. De retour à Rome le mois suivant, il se produit à nouveau dans plusieurs spectacles à la Sala Umberto I, où il revisite son répertoire de macchietta et essaye de nouvelles créations, se faisant également passer pour Charlot, en hommage à Charlie Chaplin. Il retourne ensuite travailler avec l'impresario Maresca, avec lequel il entame une nouvelle tournée en jouant ses succès des années précédentes.

### L'avanspettacoloet les premiers pas au cinéma
Toujours en 1930, Stefano Pittaluga, qui vient de produire La Dernière Berceuse (le premier film sonore italien) via la Cines, cherche de nouveaux visages à porter au grand écran. Les talents comiques de Totò ne lui échappent pas et, comme il est sur le point de produire un film (Il ladro disgraziato), il le fait auditionner. Le film ne verra jamais le jour, en partie parce que le réalisateur veut que Totò imite Buster Keaton, une idée qui ne plaît pas à l'acteur.
En 1932, il devient le directeur artistique de sa propre troupe spécialisée dans l'avanspettacolo, un genre théâtral qui se popularise en Italie jusqu'en 1940. Lors d'une tournée à Florence, il rencontre Diana Rogliani, alors âgée de 16 ans (le jeune âge de la jeune fille suscite d'abord quelques réticences de sa part), avec laquelle il a peu après une fille qu'il baptise Liliana, en hommage à la défunte Castagnola.
Les années 1930 sont une période faste pour le comédien qui, même s'il ne gagne pas beaucoup d'argent, se sent professionnellement établi : il monte, avec son premier acolyte Guglielmo Inglese (plus tard Eduardo Passarelli), de nombreux spectacles dans toute l'Italie. Sur la base de scénarios souvent approximatifs, Totò peut donner libre cours aux ressources créatives de son humour surréaliste, avec des mimiques grotesques et des déformations/inventions linguistiques, allant jusqu'à jouer Don Quichotte avec un déguisement de soubrette ; il apprend ainsi l'art du « guitto », c'est-à-dire ces acteurs qui jouent sans scénario bien établi (ce faisant, il interprète de nombreuses macchiette qu'il reproposera plus tard dans son répertoire cinématographique : Le Fou, Le Chirurgien, Le Mannequin), un art auquel Totò ajoute des caractéristiques qui lui sont propres, aussi prompt à se moquer des puissants qu'à exalter les besoins et les instincts primaires de l'homme : la faim, la sexualité, la santé mentale, exprimant tout cela avec des calembours bien marqués mais sans tomber dans la vulgarité,,. Le fait qu'il ait vécu dans la pauvreté pendant des années a façonné cette forme d'expression ; il était lui-même d'avis que « la misère est le scénario de la vraie comédie... » et qu'« on ne peut être un vrai comique sans avoir fait la guerre à la vie »,. Il a ainsi développé son propre personnage d'acteur original, devenant l'un des principaux acteurs de la saison dans l'avanspettacolo.

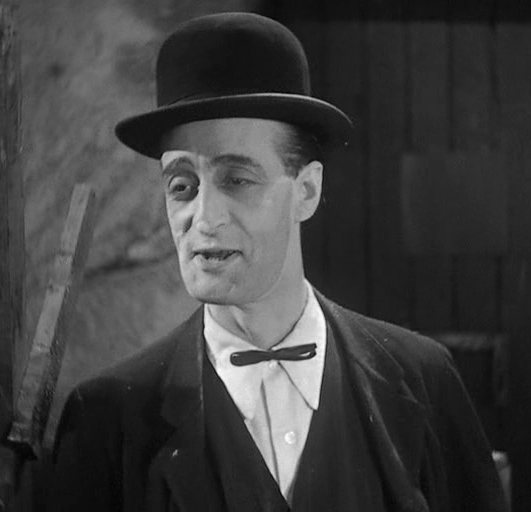
Totò dans le film Fermo con le mani (1937).

En 1934, il s'installe à Rome avec sa fille Liliana et sa compagne Diana Rogliani (dont il est obsessionnellement jaloux), qu'il épouse en avril de l'année suivante. C'est à cette époque que plusieurs personnalités importantes tentent de l'imposer au cinéma : parmi elles, Umberto Barbaro et Cesare Zavattini, qui essaient de lui confier le rôle de Blim dans le film Je donnerai un million de Mario Camerini, rôle qui revient à Luigi Almirante. Ces projets n'aboutissant pas, les vrais débuts ont lieu en 1937 avec Fermo con le mani : le producteur Gustavo Lombardo, fondateur de Titanus, engage Totò après l'avoir remarqué alors qu'il déjeunait dans un restaurant de Rome. La réalisation est confiée au metteur en scène Gero Zambuto. Le film, dont l'intention première était de proposer au public italien une alternative au personnage de Charlot, fut conçu avec de très maigres moyens et ne connut pas un grand succès.
En 1938, Totò est victime d'un accident : il souffre d'un décollement de la rétine et perd la vue de l'œil gauche,,, ce dont seuls ses proches et son ami Mario Castellani sont conscients. Malgré l'accident, il trouve la force de revenir pour une courte période au théâtre d'avanspettacolo, dont l'époque est malheureusement pour lui en train de se terminer. À ce moment-là, sa vie conjugale entre en crise : il se sent comme étouffé par le mariage, notamment à cause de sa jalousie débordante envers sa jeune épouse (on dit qu'il l'a même enfermée dans sa loge pendant qu'il jouait,). Il décide donc de redevenir célibataire et se met d'accord avec Diana pour se séparer. Comme il n'y a pas de possibilité de divorce en Italie à l'époque, ils doivent officialiser leur séparation à l'étranger, en Hongrie, pour que leur mariage soit annulé en Italie. Après le divorce, ils continuent à vivre ensemble, emménageant dans le Viale dei Parioli, avec leur fille et les parents de Diana.

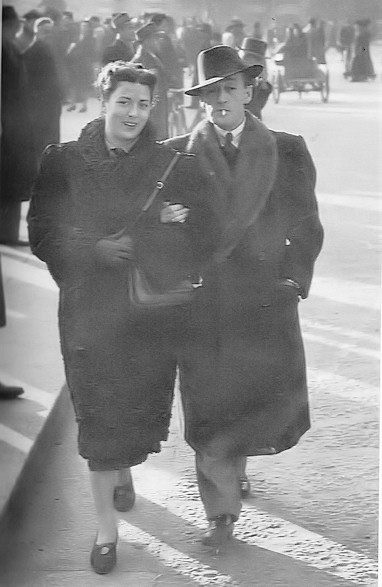
Totò avec sa compagne Diana Rogliani.

Après Fermo con le mani, dont Totò n'est pas très satisfait, il tente en 1939 sa chance dans un deuxième film, qui rencontre d'abord des problèmes de coûts de production : Animali pazzi de Carlo Ludovico Bragaglia, où Totò interprète deux différets personnages. Ce deuxième film n'est pas non plus une grande réussite, bien que l'acteur ait exploité au maximum son potentiel de « marionnette ».
Fin 1939, il part en tournée à Massaoua et Addis-Abeba, en Afrique orientale italienne, accompagné de Diana Rogliani, Eduardo Passarelli et de la soubrette Clely Fiamma, pour présenter le spectacle 50 milioni… c'è da impazzire!, coécrit avec Guglielmo Inglese et déjà présenté au public italien plusieurs années auparavant,. De retour dans son pays, il joue dans son troisième film, Totò, apôtre et martyr, dont le scénario est écrit, entre autres, par Cesare Zavattini, auquel le producteur Liborio Capitani confie la réalisation. Mais Zavattini ne se sent pas à la hauteur et la tâche est confiée à Amleto Palermi. Le film est un succès critique : certains commentaires dans les magazines Cinema (it) et L'Espresso font l'éloge du jeu de Totò, de sa capacité d'expression, de ses jeux de mots et de ses gestes articulés. Zavattini, qui nourrissait une admiration artistique pour l'acteur, écrivit pour lui le scénario Totò il buono (it), qui ne devint pas un film mais servit à la réalisation du film Miracle à Milan (1951) de Vittorio De Sica, avec qui Zavattini établit l'un des partenariats les plus célèbres du cinéma néo-réaliste italien. Le quatrième film de Totò fut L'allegro fantasma, également d'Amleto Palermi, où il se vit confier trois rôles différents. Tourné à l'automne 1940 et sorti en octobre 1941, c'est le dernier film dans lequel il joue avant son retour au théâtre.

### La revue
Ces premières expériences cinématographiques surréalistes n'ont pas connu le même succès public que Totò sur scène. Lorsqu'il revient au théâtre à la fin de 1940, l'avanspettacolo a déjà disparu, remplacé par la revue, un genre théâtral né à Paris dont le caractère (au moins dans la première période) exclusivement satirique — dans la mesure où le régime fasciste le permet — est présenté sous la forme d'actions scéniques pleines de sous-entendus et d'allusions piquantes. À cette époque, l'Italie vient d'entrer en guerre et la censure de fer du fascisme est extrêmement attentive à toute plaisanterie ambiguë ou allusion négative au gouvernement Mussolini.
Totò fait ses débuts au Teatro Quattro Fontane de Rome avec Mario Castellani (qui sera désormais son acolyte de prédilection) et Anna Magnani (en tant que prima donna), avec qui il établit une solide relation artistique et humaine ; la revue s'intitule Quando meno te l'aspetti, mise en scène par Michele Galdieri,, l'un des grands auteurs de revues théâtrales des années 1940. Totò forma avec Galdieri une association qui dura neuf ans, avec des spectacles également écrits par l'acteur lui-même et mis en scène par les impresarios Elio Gigante et Remigio Paone ; parmi les autres revues auquel il participe, on compte Volumineide, Orlando Curioso, Che ti sei messo in testa ? ou Con un palmo di naso.
En raison de la guerre, les temps sont également difficiles pour le théâtre, à cause du manque de moyens de transport, de l'interdiction de la libre circulation des voitures privées et surtout des bombardements, surtout à Milan, où les représentations sont souvent interrompues et où les acteurs sont obligés de se rendre à l'abri le plus proche sans avoir le temps d'enlever leurs costumes de scène. C'est à cette époque que Totò est engagé par Bassoli Film pour refaire du cinéma en participant à un nouveau film aux côtés du boxeur Primo Carnera, Due cuori fra le belve (redistribué après la guerre sous le titre Totò nella fossa dei leoni), du réalisateur Giorgio Simonelli, tourné avec de véritables animaux dressés.
En mai 1944, la revue Che ti sei messo in testa? (qui devait initialement s'appeler Che si sono messi in testa?, référence directe aux occupants allemands) pose des problèmes au comédien napolitain qui, après les premières représentations au Teatro Valle de Rome,, est d'abord intimidé par une bombe à l'entrée du théâtre,, puis dénoncé par la police, avec les frères Eduardo et Peppino De Filippo, avec un télégramme du commandement allemand adressé au Teatro Principe, que Totò ne lira jamais ; il est cependant averti par un appel téléphonique anonyme. Pour éviter d'être arrêté, Totò, après avoir prévenu les frères De Filippo, se réfugie avec son ex-femme Diana et leur fille chez un ami, Via del Gelsomino, près de Via Aurelia, à l'extrême ouest de Rome, tandis que les frères De Filippo se cachent Via Giosuè Borsi. Au bout de quelques jours, Totò doit quitter la maison, car beaucoup de ses admirateurs l'ont reconnu et la cachette n'est donc plus sûre ; il retourne chez lui, où ses parents sont restés, et s'y isole jusqu'au 4 juin, jour de la libération de la capitale (selon divers témoignages, il a également contribué de manière significative au financement de la Résistance romaine).
Il revient au théâtre le 26 juin : il retrouve Magnani au Teatro Valle dans la nouvelle revue Con un palmo di naso, où il donne libre cours à sa satire en se faisant passer pour le Duce (sous les traits de Pinocchio), et pour Hitler,,,, qu'il moque de nouveau après la tentative d'assassinat du 20 juillet 1944, en le représentant dans une pose ridicule, avec un bras dans le plâtre et une moustache lui chatouillant le visage, ce qui ravit son public.
« Io odio i capi, odio le dittature... Durante la guerra rischiai guai seri perché in teatro feci una feroce parodia di Hitler. Non me ne sono mai pentito perché il ridicolo era l'unico mezzo a mia disposizione per contestare quel mostro. Grazie a me, per una sera almeno, la gente rise di lui. Gli feci un gran dispetto, perché il potere odia le risate, se ne sente sminuito. »
— Totò

« Je déteste les chefs, je déteste les dictatures.... Pendant la guerre, j'ai risqué de graves ennuis parce que j'ai fait au théâtre une parodie féroce d'Hitler. Je ne l'ai jamais regretté car le ridicule était le seul moyen dont je disposais pour défier ce monstre. Grâce à moi, pour un soir au moins, les gens ont ri de lui. Je lui ai fait beaucoup de mal, car le pouvoir déteste le rire, il se sent rabaissé par lui. »

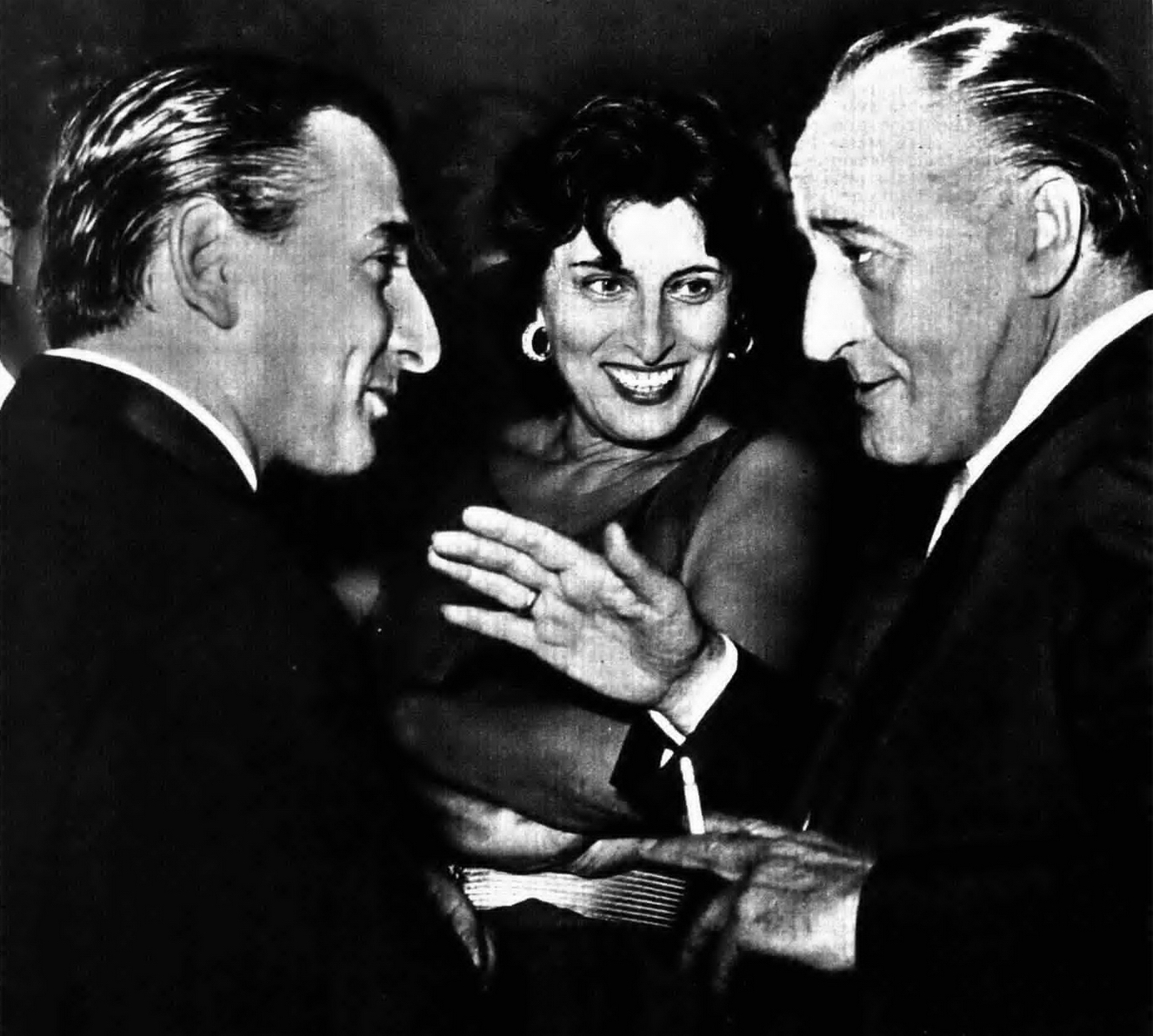
Renato Rascel, Anna Magnani et Totò en 1955.

En 1945, après quelques représentations dans la capitale, à Sienne et à Florence, où il monte la revue Imputati, alziamoci! (dans laquelle il caricature Napoléon), Totò est abordé à la fin du spectacle par un partisan qui, irrité par une blague ironique qu'il a faite sur le rapprochement entre fascistes et partisans, lui donne un coup de poing au visage. Totò, qui s'est immédiatement précipité au commissariat pour signaler l'incident, a ensuite décidé de le laisser passer sans porter plainte,.
Son association artistique avec Anna Magnani s'interrompt à cette époque, lorsque l'actrice se révèle au grand public international en jouant le rôle de la roturière Pina dans le film Rome, ville ouverte, réalisé par son compagnon Roberto Rossellini. Totò, quant à lui, suit sa propre voie en continuant à faire du cinéma et du théâtre.

### La Totò-mania

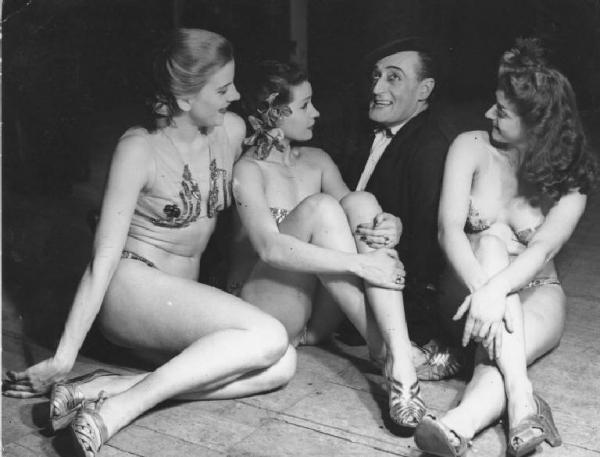
Totò entouré de trois danseuses dans la revue C'era una volta il mondo (1947).

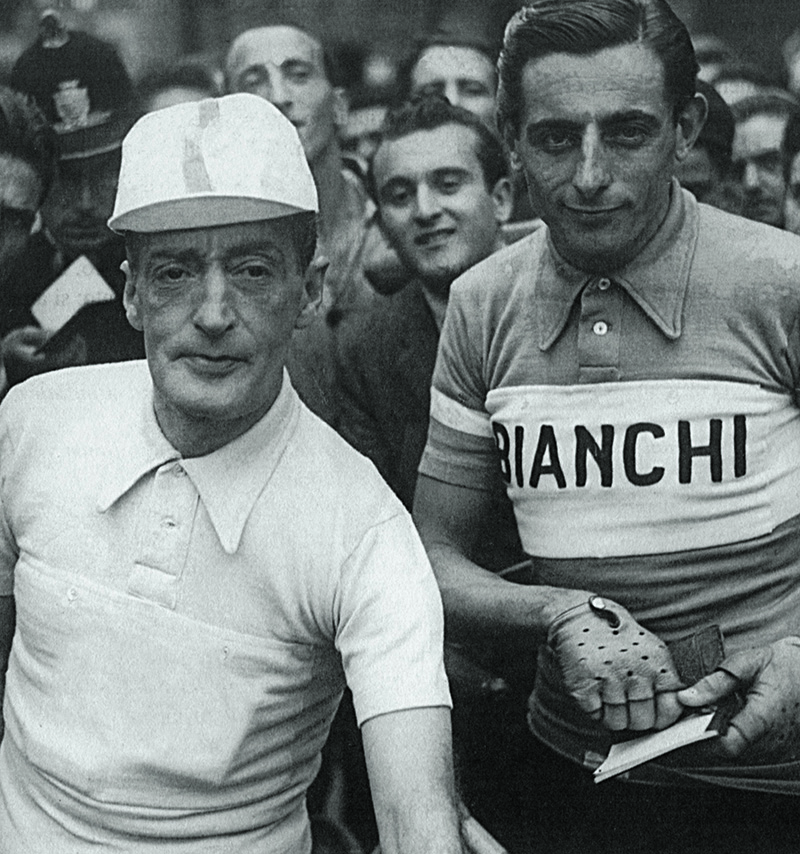
Totò et Fausto Coppi sur le tournage de Totò au Tour d'Italie (1948).

Après la fin de la guerre et la mort de son père Giuseppe De Curtis (survenue en septembre 1944), Totò alterne théâtre et cinéma, se consacrant également à la création de chansons et de poèmes, mais aussi à la lecture, notamment celle de Luigi Pirandello.
Il joue dans son sixième film, Il ratto delle Sabine, mis en scène par Mario Bonnard ; le film reçoit plusieurs critiques défavorables, comme celle de Vincenzo Talarico (it), qui fustige son jeu d'acteur « en souhaitant qu'il retourne le plus vite possible faire du théâtre de revue ». Il y eut ensuite Les Deux Orphelins, écrit par Steno et Agenore Incrocci et réalisé par Mario Mattoli, avec lequel Totò joua dans trois autres films entre 1947 et 1949 : Arènes en folie, Totò au Tour d'Italie (le premier film où son nom apparaissait dans le titre) et Les Pompiers chez les pin-up, qui eurent tous du succès et firent de bonnes recettes.
C'est l'époque de la revue C'era una volta il mondo (litt. « Il était une fois le monde ») de Michele Galdieri, composé de sketches restés célèbres, comme celui du Vagone letto (litt. « La calèche endormie »), avec Totò aux côtés d'Isa Barzizza, qui participe à la revue sur sa recommandation après l'avoir rencontré dans le film Les Deux Orphelins, et Mario Castellani, le fidèle acolyte théâtral qui l'accompagne aussi au cinéma, participant à presque tous ses films. Lorsqu'il n'y a pas de rôles disponibles pour lui, Totò l'impose alors comme assistant-réalisateur.
La revue C'era una volta il mondo connaît un tel succès qu'elle est également présentée à Zurich, jouée en italien mais tout aussi plébiscitée par le public suisse pour le brio comique des sketches. Les spectacles de la revue de Totò se terminent souvent par le classique « défilé de mode », le comédien traversant le public avec une plume sur son chapeau melon au rythme de la fanfare des Bersagliers (sketch revisité dans le film Les Pompiers chez les pin-up),. En octobre 1947, pendant les rediffusions de la revue, la mère de Totò meurt. Malgré la grande douleur causée par la perte de ses deux parents, l'acteur ne mélange pas vie professionnelle et vie privée, continuant à être le Totò comique dans le spectacle et le mélancolique Antonio De Curtis dans la vie.

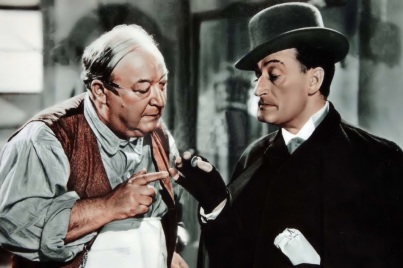
Avec Gildo Bocci dans Quarantasette morto che parla (1950).

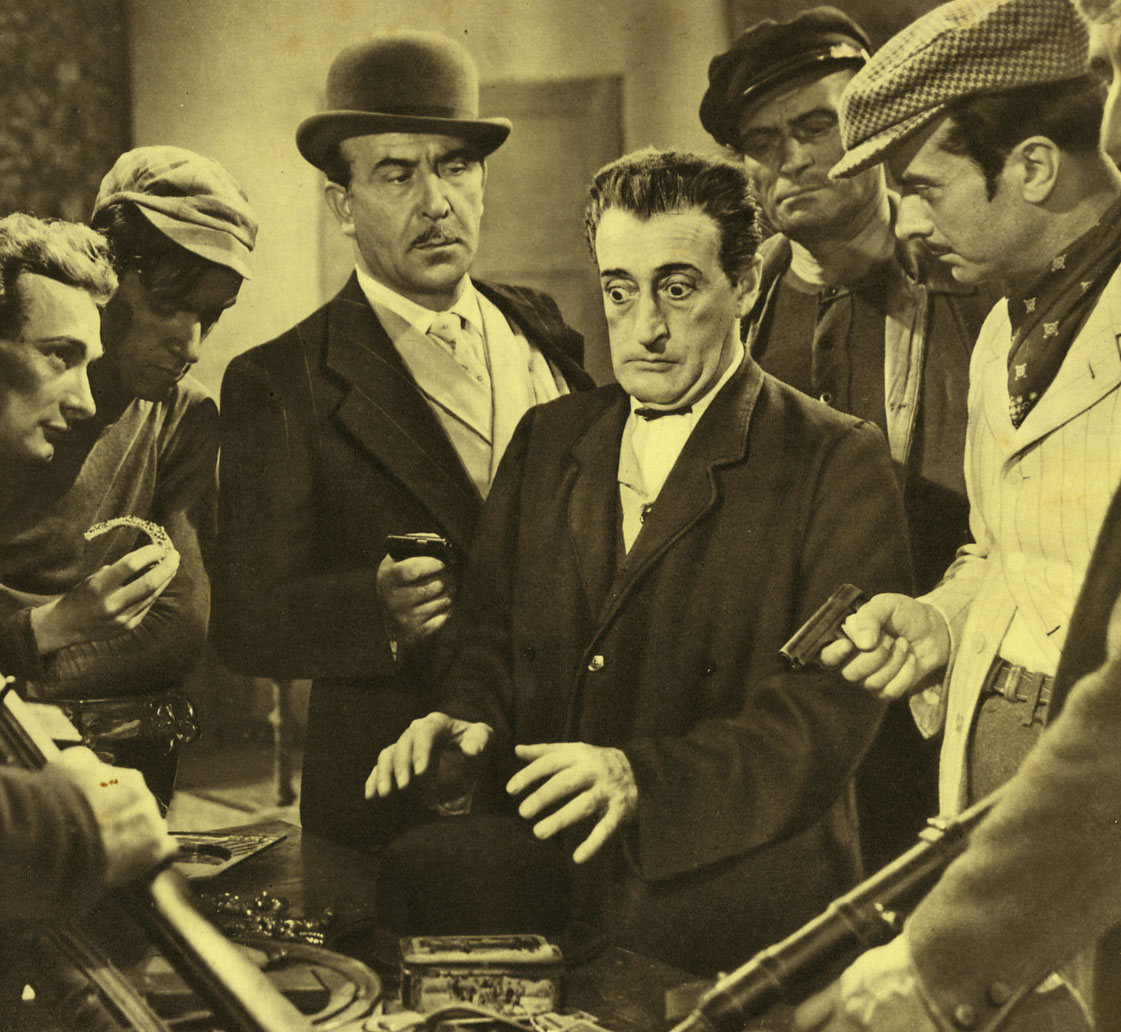
Avec Luigi Pavese dans Totò le Moko (1950).

Il ouvre également une petite parenthèse en tant qu'acteur de doublage, prêtant sa voix au chameau Gobbone dans le film La Belle Esclave. Avant de revenir au cinéma, il effectue plusieurs tournées à Barcelone, Madrid et dans d'autres villes espagnoles, où il joue en espagnol (sans maîtriser la langue) avec Mario Castellani dans Entre dos luces (litt. « Entre deux lumières »), improvisant une chanson sans queue ni tête à mi-chemin entre l'espagnol et le napolitain. De retour en Italie, il acquiert aussi une petite expérience dans la publicité, se faisant photographier contre rémunération dans la revue Sette pour la promotion des parfums Arbell.
Après son entrée dans le monde du cinéma, on lui propose de nombreux films, dont beaucoup ne voient pas le jour, souvent à cause de problèmes de production ou de sa propre décision de ne pas mener ces projets à bien ; certains sont tournés en même temps, dans des délais très courts (la plupart en deux ou trois semaines) et dans des décors souvent improvisés, à tel point que c'est parfois l'équipe du film qui rejoint Totò dans les villes où il se produit. L'acteur était toujours très pressé quand on lui proposait des projets, et, partisan du moindre effort et profondément instinctif, il ne voulait souvent rien savoir du film qu'il allait interpréter, se fiant ainsi à ses qualités créatives,.
Sur le plateau de tournage, comme sur la scène de théâtre, Totò laisse libre cours à l'improvisation : le scénario n'est pour lui qu'un brouillon, un point de départ pour la spontanéité de ses actes, à tel point qu'il participe aux répétitions sans enthousiasme, et juste assez pour se familiariser avec le plateau et ses compagnons de travail. Il conçoit souvent des gags et des blagues sur le vif ; c'est ainsi que naissent certaines de ses scènes de film les plus célèbres,,. Divers réalisateurs et acteurs ont déclaré s'être trouvés confrontés pendant des scènes à des plaisanteries, des gestes ou des mouvements qui n'avaient pas été préalablement convenus : « Il était imprévisible [...] il faisait des moulinets avec ses bras », a témoigné Nino Taranto ; « Certaines de ses folles improvisations pendant le jeu étaient ingénieuses et irremplaçables », a déclaré Vittorio De Sica. Selon d'autres témoignages, comme ceux de Carlo Croccolo, Giacomo Furia et Steno, Totò n'élaborait pas les gags sur place, mais s'enfermait dans sa loge pour répéter et répéter les répliques avant le spectacle ou le tournage, relisant le scénario et modifiant les passages qui ne le convainquaient pas, en compagnie de son homme de confiance Mario Castellani et des acteurs concernés.

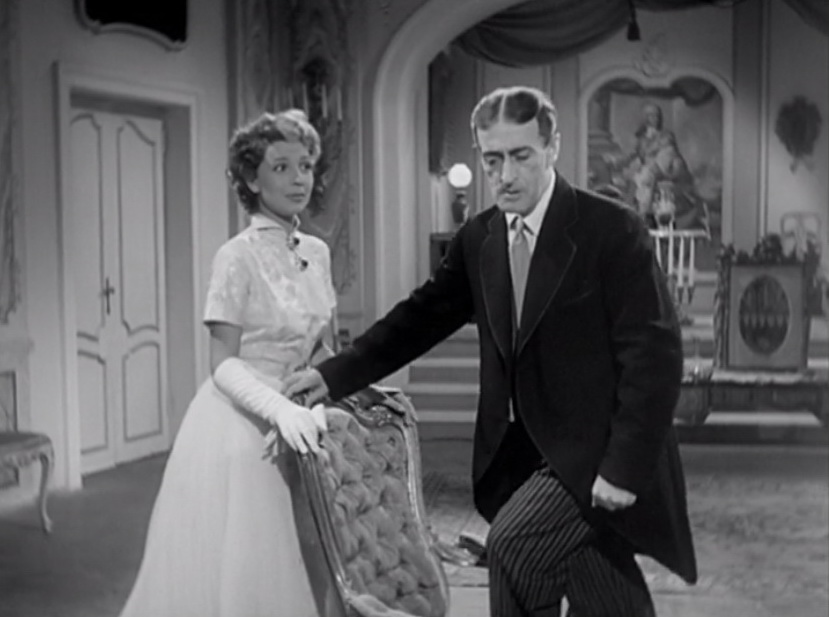
Avec Isa Barzizza dans Les Six Femmes de Barbe Bleue (1950).

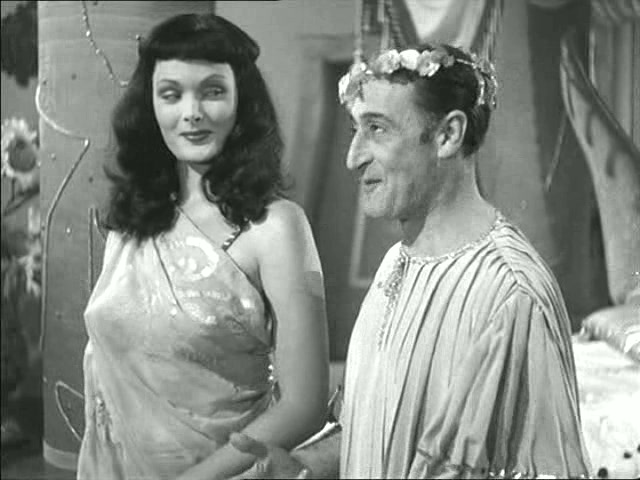
Avec Tamara Lees dans Deux Légionnaires au harem (1950). Totò tombe amoureux de l'actrice sur le tournage.

Les différences entre le théâtre et le cinéma ont d'abord causé beaucoup de soucis à l'acteur, qui, formé dans le style théâtral et donc avec une seule représentation en direct, avait tendance à se déconcentrer après les premières prises ; il fallait donc le prendre « au vol » pour qu'il donne le meilleur de lui-même ; la troupe devait donc d'abord s'occuper d'installer les lumières et de préparer la scène avec une doublure, en faisant aussi quelques répétitions. Une autre des différences entre les deux formes d'art, dont le comédien souffrait beaucoup au début, était le fait qu'il ne pouvait pas communiquer directement avec le public, l'une des choses qu'il aimait le plus au théâtre,. C'est précisément pour cette raison que les metteurs en scène (en particulier Carlo Ludovico Bragaglia, avec qui il établit une solide relation artistique) et les membres de la troupe l'encouragent généralement après l'arrêt par des applaudissements, afin de lui donner plus d'énergie et d'enthousiasme. Un autre inconvénient est l'emploi du temps : Totò, habitué aux heures de théâtre, ne se levait jamais avant midi, ; puis, adepte de la théorie selon laquelle l'acteur « le matin ne peut pas faire rire », il tournait d'après ce qu'on appelle l'« orario francese » (litt. « horaire français »), de 13 heures à 21 heures. Il se fatiguait également à cause des longues pauses et des attentes exigées par le cinéma et enfin, très superstitieux, il s'enfermait chez lui et ne travaillait jamais les mardis et vendredis, le 13 ou le 17,. Ces particularités ont créé de nombreux problèmes sur les tournages. Il y eut ensuite des complications particulières dans le film Totò au Tour d'Italie, où de nombreux cyclistes célèbres de l'époque comme Gino Bartali, Fausto Coppi, Louison Bobet ou Fiorenzo Magni étaient engagés ; l'acteur, n'arrivant pas à l'heure, créa des difficultés.
Au cours de la saison 1949/1950, il obtient son dernier succès au théâtre avec la revue Bada che ti mangio! qui coûte jusqu'à cinquante millions de lires et qui est présentée au Teatro Nuovo de Milan en mars 1949, après quoi Totò s'éloigne de la scène pour se consacrer exclusivement au cinéma. Après Les Pompiers chez les pin-up (1949), il travaille également avec Eduardo De Filippo dans son film Naples millionnaire (1950), dans lequel il accepte de jouer sans rémunération, en signe de l'amitié affectueuse qui le lie à Eduardo,. Bien qu'ils aient envisagé de faire d'autres films ensemble, les deux hommes ne se sont jamais revus sur un plateau de tournage, apparaissant seulement dans différents sketches de L'Or de Naples (1954) de Vittorio De Sica et dans un bref caméo dans Le Jour le plus court (1962).

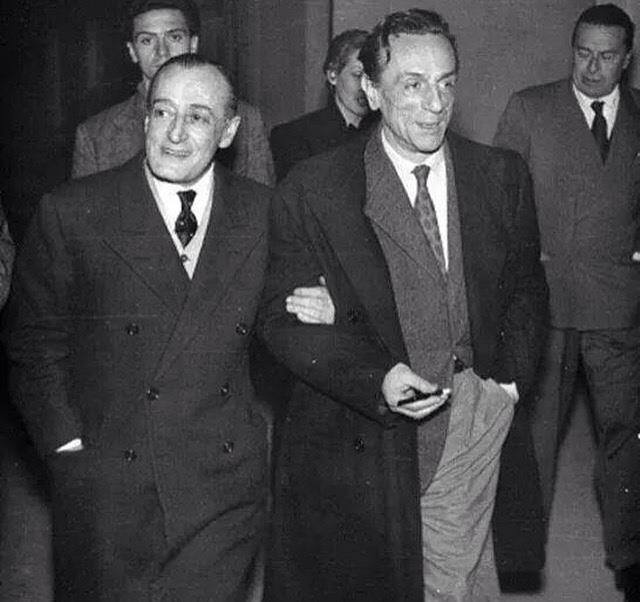
Totò et Eduardo De Filippo.

En 1950, Totò refuse la proposition de jouer un rôle, aux côtés de Fernandel, dans le film franco-italien Atoll K de Léo Joannon, où il aurait eu l'occasion de jouer aux côtés de Stan Laurel et Oliver Hardy, le célèbre couple comique connu en Italie sous le nom de « Stanlio e Ollio »,.
Entre 1949 et 1950, outre Naples millionnaire, il joue dans pas moins de neuf autres films, dont plusieurs parodies : Totò le Moko, Totò cherche une épouse, Figaro qua, Figaro là, Les Six Femmes de Barbe Bleue, Quarantasette morto che parla, tous réalisés par Carlo Ludovico Bragaglia, puis L'Empereur de Capri de Luigi Comencini, Totò Tarzan et Deux Légionnaires au harem (où il tombe amoureux de l'actrice britannique Tamara Lees) de Mario Mattoli, Yvonne la Nuit de Giuseppe Amato, Totò cherche un appartement de Steno et Mario Monicelli, ce dernier étant une parodie efficace du néoréalisme sur la crise du logement,, qui suscite l'indignation de la censure, à tel point que les films de l'acteur napolitain sont désormais généralement interdits aux moins de 16 ans. Ces films, à des degrés divers, rencontrent le succès auprès du public, mais pas auprès de la critique, qui avait déjà montré pour ses films précédents qu'elle n'aimait pas le style surréaliste de Totò ; commentant ironiquement l'hostilité de la critique, le prince du rire observe qu'il l'a probablement « guastato con il crescere » (litt. « gâtée en grandissant »).

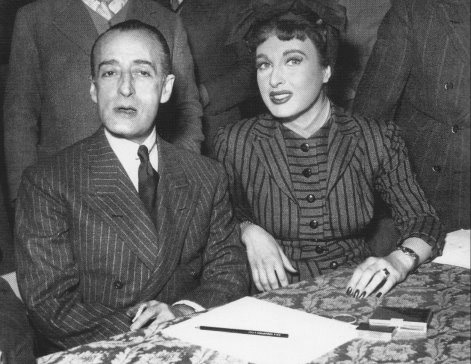
Totò et Silvana Pampanini, qui refusa d'épouser le comédien.

La mort des parents de Totò marque le début d'un déséquilibre familial : en 1951, Diana Rogliani, à la suite d'une violente dispute, quitte le foyer et se remarie ; sa fille Liliana, à peine majeure et contre la volonté de Totò, épouse Gianni Buffardi, beau-fils du metteur en scène Carlo Ludovico Bragaglia,. Resté seul, Totò écrit dans ce bref laps de temps la célèbre chanson Malafemmena, conçue pendant une pause dans le tournage de son nouveau film Totò terzo uomo (1951), suivi de Sette ore di guai (1951). La chanson aurait été écrite pour son ex-femme Diana, dont il était encore très proche, mais les journaux de l'époque ont affirmé que Totò l'avait dédiée à Silvana Pampanini,, l'actrice avec laquelle il jouait dans Quarantasette morto che parla et qu'il courtisait en lui envoyant des bouquets de roses et des boîtes de chocolats. Il alla même jusqu'à lui demander de l'épouser (une des raisons de la rupture brutale avec Rogliani,), mais l'actrice refusa,,.

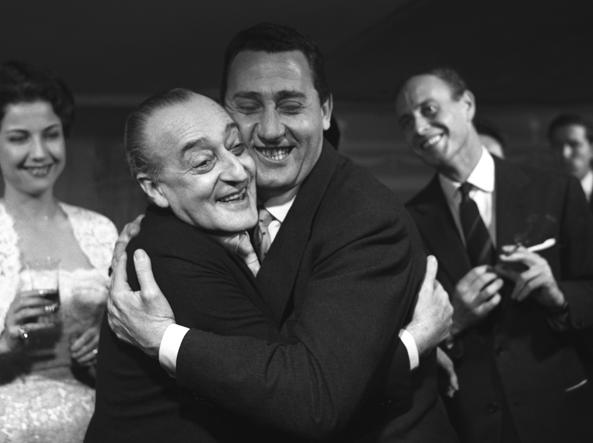
Totò côtoie Alberto Sordi à l'occasion du film Totò e i re di Roma (1951).

Malgré les difficultés et les déceptions, 1951 est une année importante pour la carrière cinématographique de l'acteur. Après le succès de Totò cherche un appartement, il est rappelé par Steno et Mario Monicelli pour jouer le rôle du voleur Ferdinando Esposito dans Gendarmes et Voleurs, aux côtés d'Aldo Fabrizi, qui est l'un de ses amis les plus proches et un véritable complice au cinéma, capable d'avoir du répondant face aux blagues intempestives et parfois agressives de Totò. Pour Gendarmes et Voleurs, Totò est d'abord réticent : le rôle qu'on lui propose est enfin réaliste, différent de ses personnages précédents et situé dans un contexte résolument plus dramatique,. Ce film connaît initialement des problèmes de censure, mais dès sa sortie, il remporte un succès unanime : avec 6 298 077 entrées, il se place 5e du box-office Italie 1951 et jouit également d'un succès critique inattendu,. La même année, il joue, toujours sous la direction de Monicelli et Steno, Totò e i re di Roma, le seul film dans lequel il partage la vedette avec Alberto Sordi. Le film, qui devait initialement s'intituler E poi dice che uno..., est considéré comme portant atteinte « à la bienséance et au prestige des fonctionnaires, ainsi que dans la dernière partie au sentiment religieux ». L'année suivante, il reçoit un ruban d'argent pour son interprétation dans Gendarmes et Voleurs et l'œuvre est présentée au Festival de Cannes 1952 (où elle remporte le prix du meilleur scénario) ; la même année, l'acteur co-écrit avec Alessandro Ferraù et Eduardo Passarelli sa biographie Siamo uomini o caporali?,.

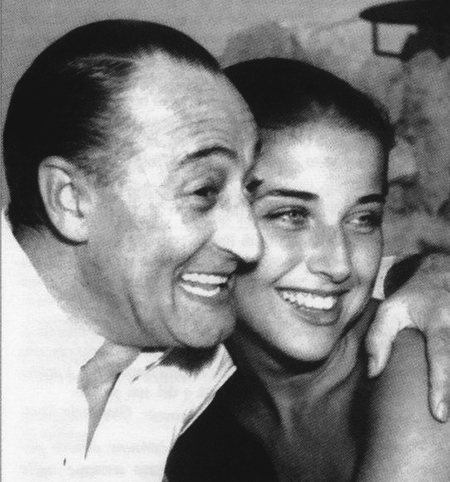
Totò et sa compagne Franca Faldini.

Toujours en 1952, Totò est frappé par une jeune femme en couverture de l'hebdomadaire Oggi, Franca Faldini. Il lui envoie immédiatement un bouquet de roses accompagné d'un mot : « En vous regardant sur la couverture d'Oggi, j'ai senti le printemps dans mon cœur », puis il lui téléphone pour l'inviter à dîner. La jeune fille n'a accepté que lorsque Totò a pu lui être présenté en personne. Faldini, tout juste âgée de 21 ans, venait de rentrer des États-Unis, où elle avait joué dans le film La Polka des marins avec Dean Martin et Jerry Lewis. Après s'être fréquentés pendant environ un mois, le couple annonça ses fiançailles.
Bien qu'ils soient restés ensemble jusqu'à la mort de l'artiste, leur relation, qui n'a jamais atteint le stade du mariage, a été à plusieurs reprises sur le point d'être rompue, en raison de leurs différences de caractère et de leur différence d'âge de trente-trois ans. De plus, la situation de cohabitation sans lien matrimonial de l'époque fait scandale, à tel point que quelques années plus tard, les deux, lassés d'être harcelés par les paparazzi et les journalistes (qui les qualifient de « concubins publics »), sont contraints de faire semblant de s'unir par le mariage à l'étranger, une ruse qui ne fonctionnera de toute façon pas jusqu'au bout,.
Franca Faldini figure également au générique de certains films de l'acteur. Le premier auquel elle participe est Où est la liberté ?, de Roberto Rossellini, qui avait apprécié la prestation de Totò dans Gendarmes et Voleurs et l'avait engagé dans son film,. La production ne se déroule pas comme prévu. Le film est tourné en 1952 et sort en salles deux ans plus tard, car Rossellini se désintéresse du film pendant le tournage et quitte souvent le plateau. De nombreuses séquences sont alors tournées par l'assistant-réalisateur Lucio Fulci et, semble-t-il, par Mario Monicelli et Federico Fellini.
Toujours avec Faldini, il joue dans Totò et les femmes, une nouvelle fois réalisé par Steno et Monicelli. Il y joue pour la première fois aux côtés de Peppino De Filippo, avec qui il formera plus tard l'un des duos les plus populaires du cinéma italien. Après leur séparation, Steno et Monicelli tournent d'autres films avec Totò, chacun de leur côté. Le premier exploite son comique surréaliste, le second poursuit l'humanisation du personnage (commencée avec Gendarmes et Voleurs). Le premier grand succès de Steno est Totò en couleurs, qui atteint la 2e place du Box-office Italie 1952 avec 6 917 411 entrées,,. Il s'agit d'un des premiers films italiens en couleur, tourné avec le procédé Ferraniacolor, dans lequel sont revisités certains de ses sketches théâtraux, comme Pinocchio ou Vagone letto (litt. « Le wagon-lit ») avec Mario Castellani et Isa Barzizza. Pendant le tournage du film, Totò commence à avoir plusieurs problèmes, dus aux puissantes lumières utilisées sur le plateau, qui lui causent des troubles visuels ce qui n'arrange en rien sa vue déjà précaire et qui provoquent même une légère inflammation des cheveux. Il finit par s'évanouir à cause des fortes douleurs qu'il ressent à l'œil droit, le seul qui fonctionne encore depuis l'accident de 1938.
Il continue cependant à travailler. En 1953, à la suite de quelques illustrations de Totò il buono dessinées par le scénariste Ruggero Maccari dans Tempo illustrato, des bandes dessinées de Totò sont imprimées et distribuées (avec l'assentiment de l'acteur), représentées sous forme de caricatures, rassemblées dans une série simplement intitulée Totò a fumetti qui illustre des histoires librement inspirées de certaines de ses représentations théâtrales. La série est publiée par les Edizioni Diana à Rome.

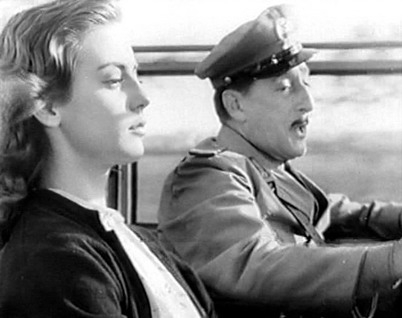
Avec Anna Maria Ferrero dans Totò e Carolina (1955).

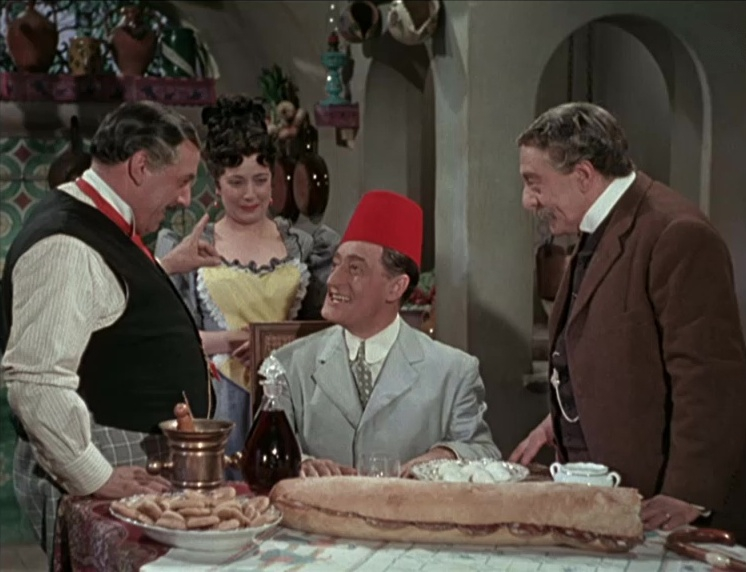
Avec Anna Campori dans Un turco napoletano (1953).

En 1954, une de ses chansons, Con te (litt. « Avec toi »), dédiée à Franca Faldini, est présentée au festival de Sanremo et se classe 9e au classement final. La chanson est interprétée par Achille Togliani, Natalino Otto et Flo Sandon's. La même année, des journaux annoncent que Totò jouera dans un film muet écrit par le duo Age-Scarpelli, mais le projet est rapidement annulé en raison du refus des producteurs. Le tournage d'un tel film aurait été une grande satisfaction pour le comédien, qui déclare : « Mon rêve est de tourner un film muet, parce que le véritable acteur, comme le véritable amant, n'a pas besoin de mots pour s'exprimer ». Et c'est justement au cours de vacances sur la Côte d'Azur, à une époque non précisée des années 1950, qu'il a la chance de rencontrer le maître du cinéma muet Charlie Chaplin, alors que son yacht se trouve à côté de celui de l'artiste anglais. Mais Totò, qui avait toujours été bloqué par son complexe d'infériorité, puis pensant que l'autre ne le reconnaîtrait pas en raison de son manque de notoriété à l'étranger, s'abstint de le saluer,.
Entre 1953 et 1955, il joue dans dix-sept films. Il travaille à nouveau avec Steno dans L'uomo, la bestia e la virtù (d'après la pièce du même nom de Luigi Pirandello), où Orson Welles fait également partie de la distribution, puis avec Mario Mattoli dans Il più comico spettacolo del mondo (l'un des premiers films italiens en trois dimensions), puis dans la trilogie de Scarpetta : Un turco napoletano (considéré comme scandaleux à cause du thème de l'eunuque), Misère et Noblesse et Il medico dei pazzi. Il est également appelé par son ami Aldo Fabrizi, qui le veut pour le film Una di quelle, aux côtés de Peppino De Filippo, Lea Padovani et Fabrizi lui-même ; le film (redistribué plus tard sous le titre Totò, Peppino e... una di quelle), avec son ton dramatique et sentimental, n'obtient pas le succès escompté. Il retrouve Monicelli, avec lequel il tourne Totò e Carolina, qui sort en salle un an et demi après la fin de la production, car il a été fortement modifié par les coupes de la censure, contrariée par le ton communiste et par le fait que Totò joue un policier, dans une attitude qui tend à se ridiculiser. Le film subit 81 coupes avec une longue série de changements dans les blagues, à travers un nouveau doublage qui modifie celles qui n'étaient pas autorisées.
Il fonde ensuite la société de production D.D.L., dont le siège est à son domicile, en relation avec Dino De Laurentiis et Renato Libassi, l'impresario de Totò ; il a l'occasion de travailler avec Alessandro Blasetti et Camillo Mastrocinque, avec qui il tourne de nombreux films à succès. Sa vie privée, cependant, ne se déroule pas aussi bien que sa vie professionnelle : Franca Faldini, à la suite d'un accouchement difficile, donne naissance au fils de Totò, Massenzio ; le bébé, né après huit mois de grossesse, meurt après quelques heures,.

### La quasi-cécité, l'arrêt du théâtre et le retour au cinéma

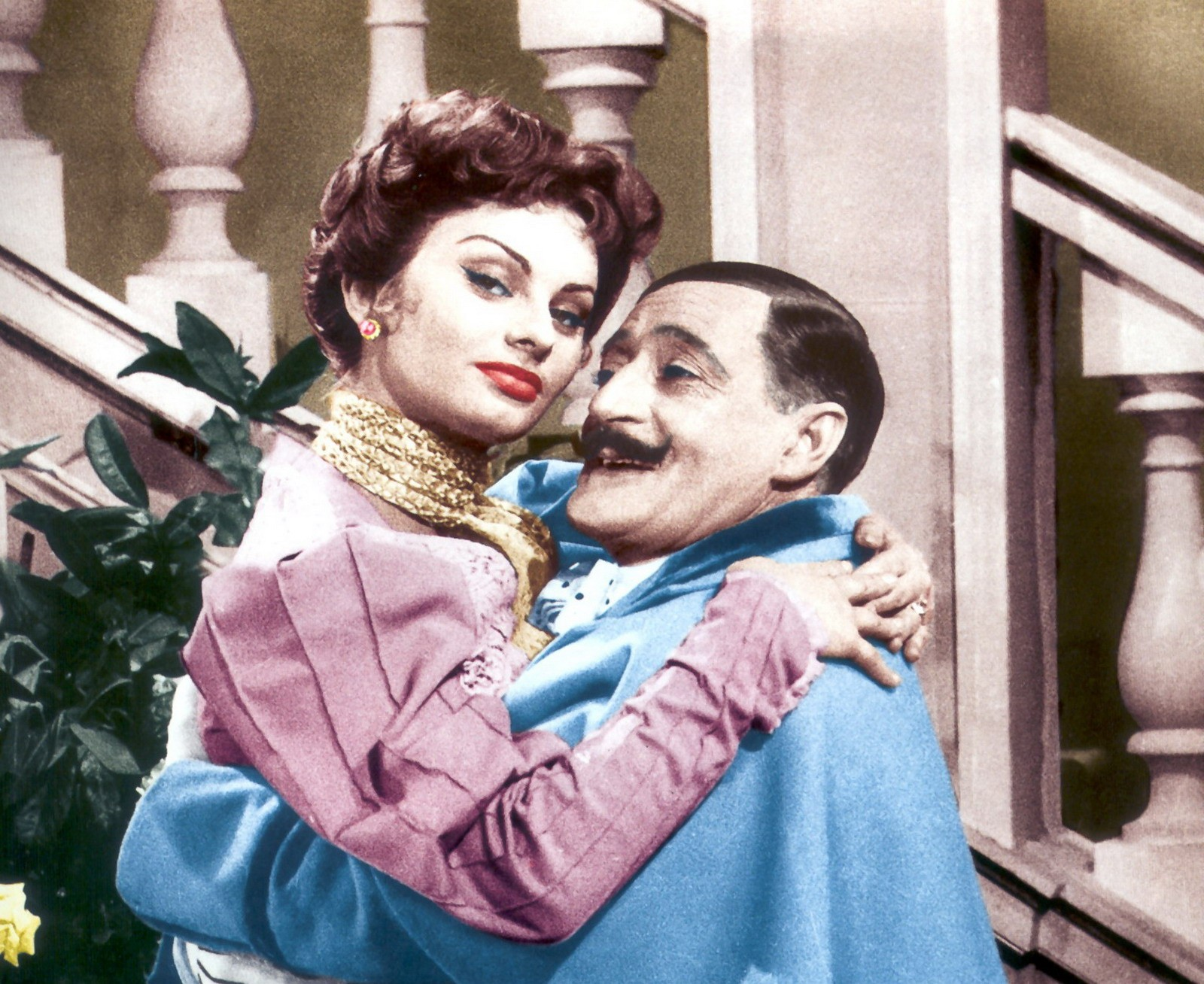
Avec Sophia Loren dans Misère et Noblesse (1954).

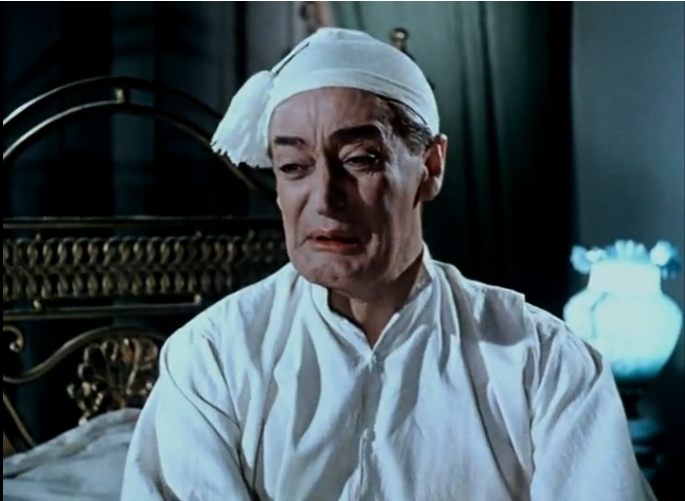
En pleurs dans Il medico dei pazzi (1954).

Après avoir surmonté la douleur de la perte de son fils, à laquelle il réagit très mal en s'enfermant chez lui pendant des semaines, il revient sur les plateaux en 1956, jouant dans quatre films de Camillo Mastrocinque, qui atteint le point culminant de sa collaboration avec l'acteur en le dirigeant dans Totò, Peppino et la danseuse (dans lequel se déroule la fameuse scène de la « lettre ») et dans Totò faux-monnayeur, écrit par Age-Scarpelli et dans lequel il joue aux côtés de Peppino et de Giacomo Furia. Mais la tentation de retourner au théâtre le gagne et, poussé également par l'impresario Remigio Paone, il joue dans la revue A prescindere (ainsi nommée d'après une de ses expressions typiques), qui débute au Teatro Sistina de Rome à la fin de 1956 et part en tournée dans toute l'Italie.
En février 1957, à Milan, Totò est atteint d'une bronchopneumonie virale ; malgré les conseils de repos des médecins, il remonte sur scène au bout de quelques jours, ce qui provoque un évanouissement juste avant de monter sur scène ; les médecins lui prescrivent au moins deux semaines de repos absolu, mais Totò reprend quand même le théâtre, se produisant à Biella, Bergame et Sanremo, où il commence à ressentir les premiers symptômes de l'imminence de la maladie oculaire. Le 3 mai, la situation se précipite : alors qu'il joue au Teatro Politeama Garibaldi de Palerme, il s'approche de Faldini (qui a remplacé l'actrice Franca Maj (it) et joue sur scène avec lui) en lui chuchotant qu'il ne voit plus ; ne comptant que sur ses capacités et sur le soutien des autres acteurs, il réussit à accélérer la fin du spectacle. Malgré son découragement que lui procure sa cécité totale, il tente de s'accrocher et pour ne pas décevoir le public. Il remonte sur scène — avec une paire d'épaisses lunettes de soleil — le soir du 4 mai et, en deux représentations, le 5. L'interruption de la revue est cependant inévitable. Les médecins attribuent d'abord la cécité à un problème dentaire, mais on diagnostique finalement une choriorétinite hémorragique à l'œil droit. L'impresario de la compagnie, Remigio Paone (it), ne le croit pas et exige un contrôle fiscal ainsi que le retour de Totò au théâtre.

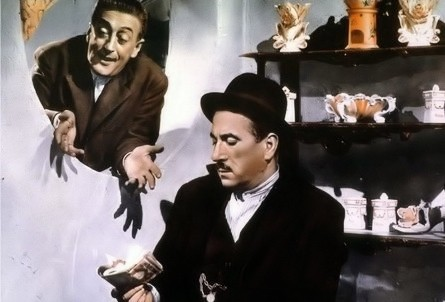
Totò et Peppino dans Totò, Peppino et la danseuse (1956).

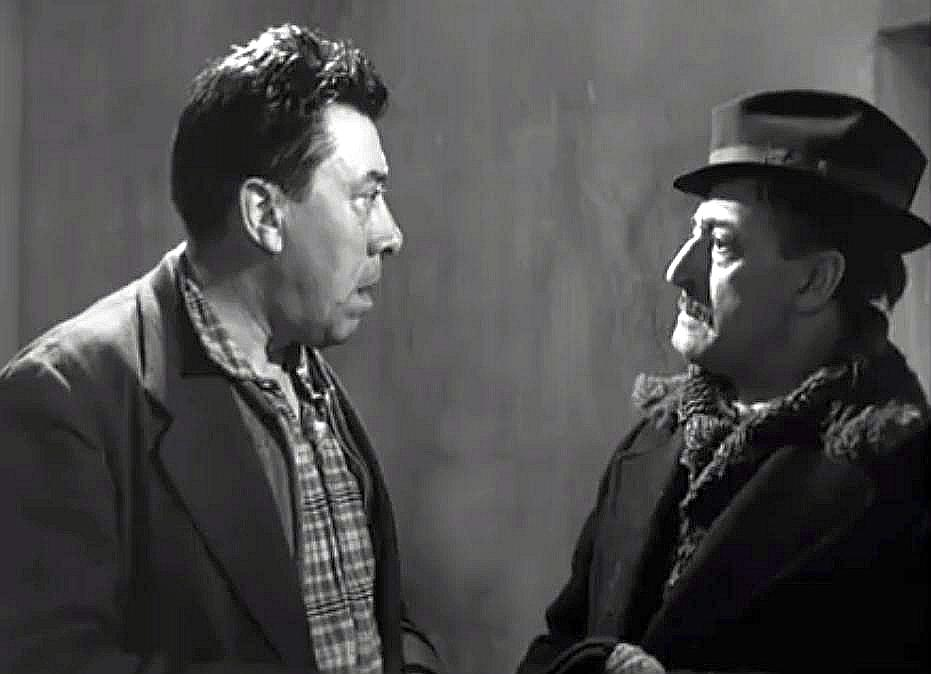
Fernandel et Totò dans La loi, c'est la loi (1958).

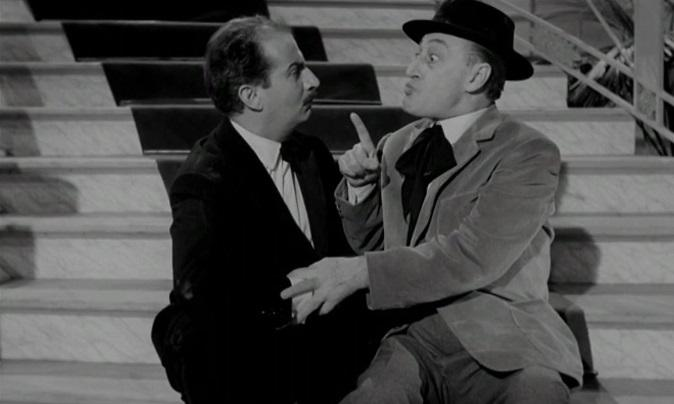
Louis de Funès et Totò dans Totò à Madrid (1959).

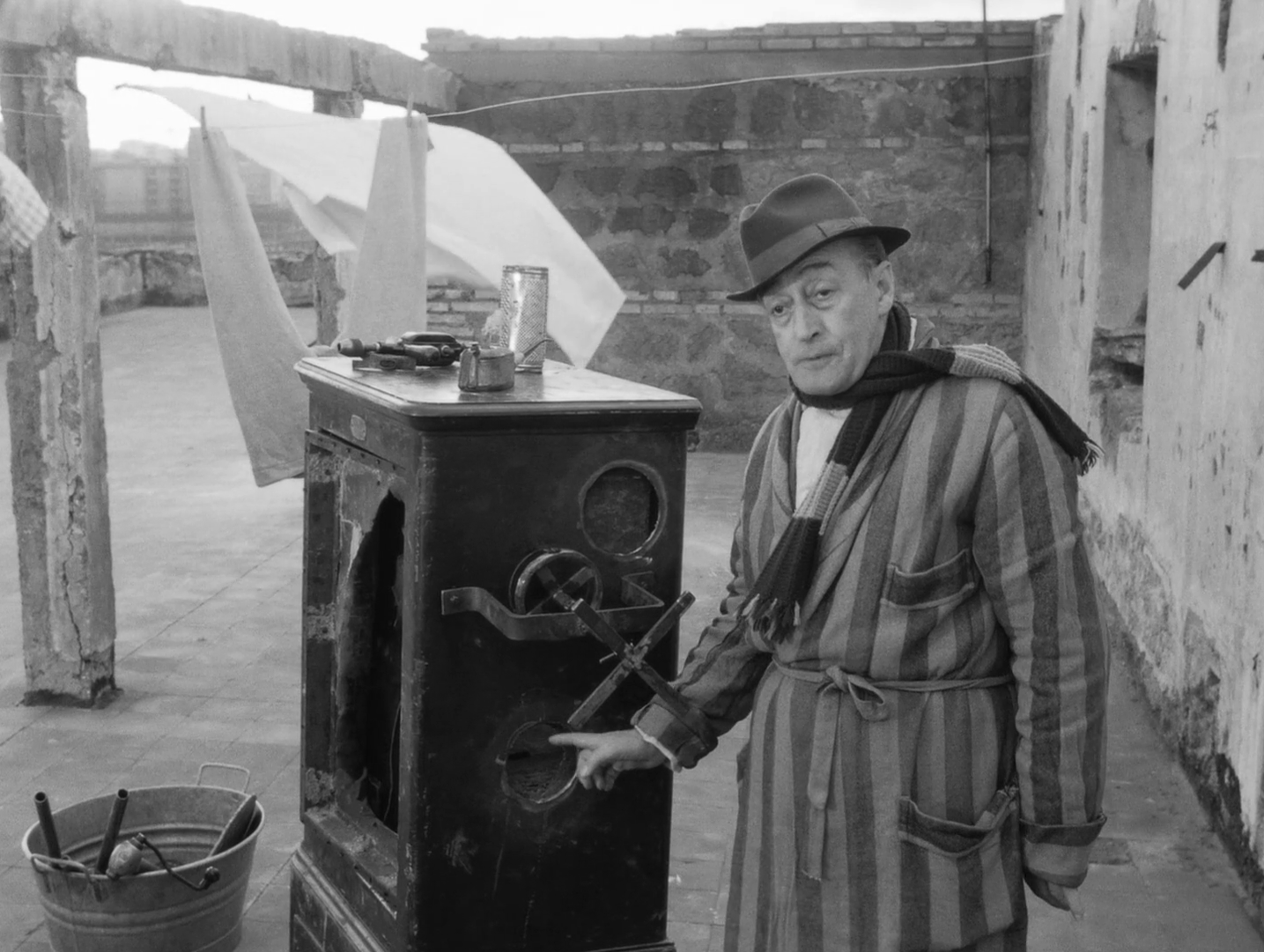
Totò dans Le Pigeon (1958).

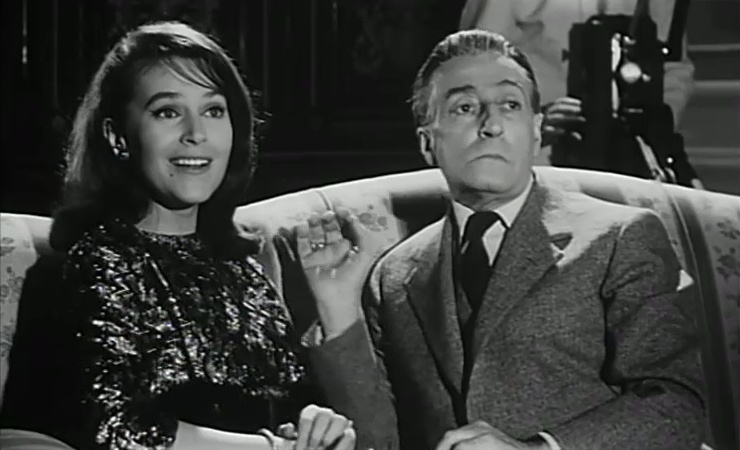
Avec Béatrice Altariba dans Totò diabolique (1961).

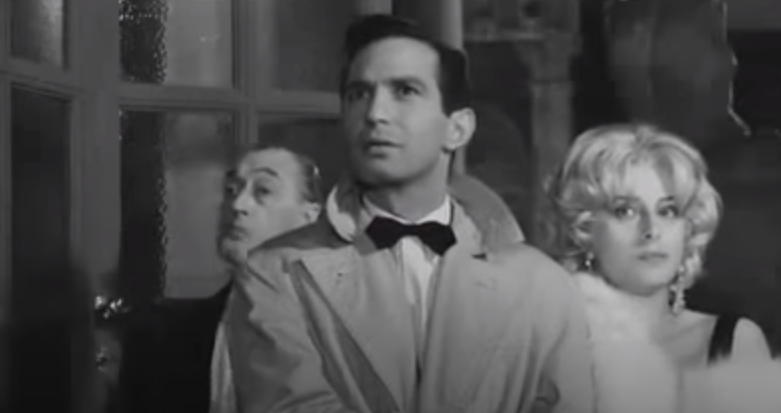
Totò, Ben Gazzara et Anna Magnani dans Larmes de joie (1960).

Totò est d'abord complètement aveugle ; même après de légères améliorations et une fois l'hémorragie résorbée, il ne parvient plus à recouvrer complètement la vue ; il doit donc abandonner définitivement le théâtre, tout en continuant le cinéma : cette année-là, il reste presque inactif et ne joue que dans un seul film, Dites 33 de Camillo Mastrocinque, mais ses talents d'acteur, malgré la maladie, ne faiblissent pas. Le seul problème est le doublage : lorsque certaines scènes des films ne sont pas tournées en direct, il ne peut se doubler lui-même car il ne se voit pas à l'écran et ne peut synchroniser ses répliques avec le mouvement de ses lèvres ; il est alors doublé par Carlo Croccolo. En raison de problèmes économiques, il est contraint de vendre certaines propriétés et décide de rester quelques jours à Lugano, envisageant même de s'y installer définitivement pour des raisons fiscales ; finalement, il retourne à Rome et s'installe dans un appartement loué Viale dei Parioli avec Franca Faldini, qui reste toujours près de lui, ainsi que son cousin Eduardo Clemente, qui lui sert de secrétaire et de factotum, et son chauffeur Carlo Cafiero, qui l'accompagne généralement sur le plateau,.
Bien qu'il ne s'intéresse pas beaucoup à la télévision, il accepte en 1958 une invitation en tant qu'invité d'honneur dans l'émission Il Musichiere animée par Mario Riva, avec qui il avait travaillé des années auparavant dans quelques films et revues théâtrales. Au cours de l'émission, Totò laisse échapper un « Viva Lauro! » en référence à Achille Lauro, homme politique napolitain et leader du Parti populaire monarchique (it) ; cette considération politique en surprend plus d'un et le pousse à s'éloigner du petit écran (à l'exception de quelques interviews en privé) jusqu'en 1965, lorsqu'il chante en duo avec Mina dans Studio Uno.
Après ce détachement forcé de la télévision, il reprend son travail au cinéma. Toujours en 1958, il joue avec Fernandel dans La loi, c'est la loi et, entre autres films, il participe au célèbre film de Mario Monicelli Le Pigeon en interprétant le cambrioleur à la retraite Dante Cruciani, film dans lequel figurent, entre autres, d'importants acteurs comme Vittorio Gassman, Claudia Cardinale et Marcello Mastroianni. À cette époque, il reçoit le Microfono d'argento et une Targa d'oro de l'ANICA pour sa contribution au cinéma italien et sa longue carrière artistique,.
En 1959, sa santé se détériore : pendant le tournage du film La cambiale, il fait une rechute et ne travaille pas pendant quinze jours, avant de revenir et de terminer le tournage ; sur avis médical, il s'accorde quelques mois de repos ; rétabli, il envoie une de ses chansons, Piccerella Napulitana, au Festival de Sanremo 1959, qui est refusée, ainsi qu'une autre de Peppino De Filippo. Totò accepte néanmoins le poste de président du jury du Festival, sur l'insistance d'Ezio Radaelli (it), refusant entre autres une forte indemnité journalière ; à la suite d'un désaccord avec le reste de la commission, il abandonne rapidement le poste.

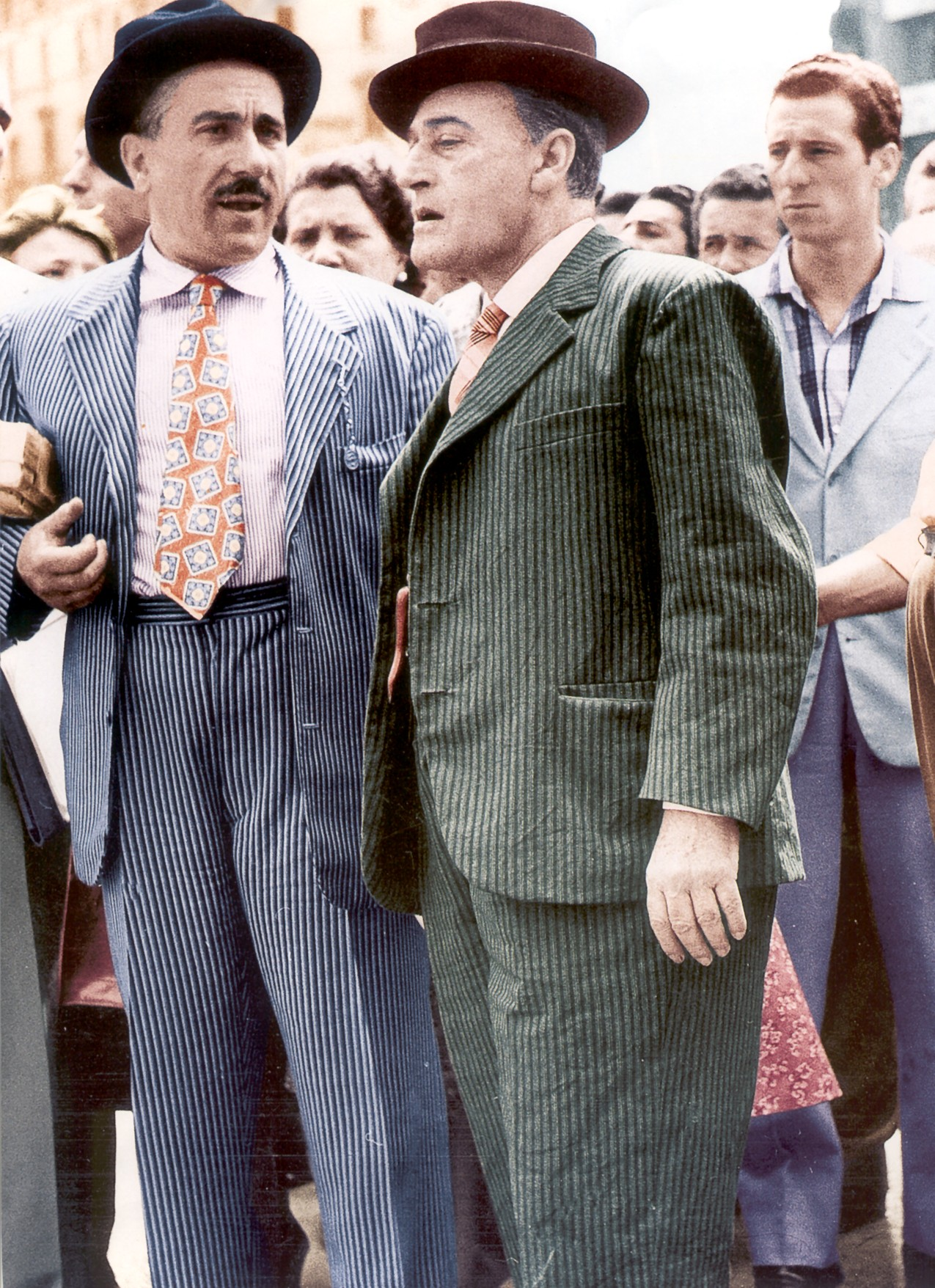
Avec Peppino De Filippo.

Au sommet de son succès, l'agence new-yorkaise Ronald A. Wilford Associates (l'agence de Ronald Wilford qui fondera et dirigera plus tard Columbia Artists Management International, considérée comme l'une des agences les plus puissantes du monde) veut l'engager pour un spectacle à jouer en Amérique, avec Maurice Chevalier, Marcel Marceau et Fernandel. Totò ne se sent pas d'attaque et préfère rester en Italie pour continuer à réaliser des films de façon plus détendue, refusant ainsi, bien qu'à contrecœur, une offre importante et un cachet très élevé.
En 1961, il apprend qu'il est lauréat de la Grolla d'oro pour l'ensemble de sa carrière, avec la motivation suivante : « Au mérite cinématographique, pour avoir honoré pendant de nombreuses années la créativité et le génie du théâtre d'art », mais sa santé et ses engagements ne lui permettent pas d'assister à la cérémonie de remise des prix à Saint-Vincent et la Grolla d'oro est attribuée à un autre acteur.
Malgré sa maladie, Totò, qui a toujours été fumeur, continue à fumer jusqu'à quatre-vingt-dix cigarettes par jour. Il essaie cependant de ne pas trop ralentir sa production cinématographique déjà importante ; de peur de perdre son emploi et l'affection de son public, il commence alors à accepter n'importe quel scénario : il ouvre une parenthèse avec le réalisateur Lucio Fulci dans I ladri (1959), il revient avec Steno dans le film Fripouillard et Cie, toujours aux côtés d'Aldo Fabrizi, avec l'acteur français Louis de Funès dans un rôle secondaire, et il est également dirigé par Camillo Mastrocinque dans Nous les durs !. Il retrouve la même année Louis de Funès dans Totò à Madrid. En France, la sortie du film est prévue en 1959 et il reçoit même un visa de contrôle à l'époque : mais il ne semble finalement pas avoir été projeté dans les salles françaises. Ce n'est que neuf ans plus tard, en 1968, qu'il sort sous le nouveau titre Un coup fumant avec Louis de Funès annoncé en tête d'affiche en lieu et place de Totò, ce qui a entraîné un litige judiciaire entre le distributeur et l'acteur. Ce dernier a eu gain de cause et le film est passé aux oubliettes en France, où il n'est finalement sorti en DVD qu'en 2005.
Bien qu'il soit désormais presque complètement aveugle (il ne voit plus que sur les côtés), à tel point qu'il doit porter une lourde paire de lunettes noires qu'il n'enlève que pour le tournage, il se déplace sur le plateau avec une aisance absolue ; il dit lui-même : « Dès que j'entends le clap, je vois tout. C'est un effet nerveux »,.
Parmi les nombreux films dans lesquels il joue dans les années 1960, outre les nombreux films avec Peppino De Filippo et quelques films avec Fabrizi, on peut citer Totò l'Embrouille de Camillo Mastrocinque (célèbre pour la scène de la fontaine de Trevi), Gli onorevoli et la comédie amère Les Deux Brigadiers de Sergio Corbucci, Les Deux Colonels de Steno (célèbre pour la scène de la « carte blanche ») et Larmes de joie de Mario Monicelli, qui marque une étape importante pour Totò puisque c'est la seule fois qu'il joue au cinéma avec sa vieille complice de théâtre Anna Magnani. Les parodies ne manquent pas non plus, comme Totò contre Maciste, Totò et Cléopâtre et Totò contre le pirate noir de Fernando Cerchio, qui ne sont rien d'autre que des réinterprétations mythologiques comiques du genre péplum, auxquelles s'ajoutent Che fine ha fatto Totò Baby? d'Ottavio Alessi (une parodie revendiquée de Qu'est-il arrivé à Baby Jane ? de Robert Aldrich), Totò diabolique de Steno (cette dernière parodie du genre policier où Totò réalise l'un de ses tours de force les plus complexes et les plus réussis, en donnant un visage et des traits à pas moins de six personnages différents) et Totò d'Arabia de José Antonio de la Loma (une parodie de Lawrence d'Arabie de David Lean).
En outre, la notoriété de Totò auprès du public, toujours exploitée par les producteurs, est utilisée comme une sorte de véhicule publicitaire ou de rampe de lancement pour des chanteurs comme Johnny Dorelli, Fred Buscaglione, Rita Pavone, Adriano Celentano, ou pour l'enfant acteur Pablito Calvo qui, déjà à l'affiche de Marcelin, Pain et Vin, joue ensuite dans Mon gosse (Totò e Marcellino en VO). Il a également exploré la veine du mondo érotique nocturne avec Erminio Macario dans Totò la nuit et Totò sexy, considérés comme les films les plus faibles de sa carrière.
En janvier 1964 est annoncée la sortie de Il comandante, annoncé comme son centième film, (en réalité son 86e) et le premier entièrement dramatique, réalisé par Paolo Heusch et écrit par Rodolfo Sonego (scénariste de confiance d'Alberto Sordi), qui a nécessité huit semaines de travail, soit plus du double de la moyenne des films de Totò. La nouvelle donne lieu à des célébrations et des reconnaissances : l'acteur reçoit la Sirena d'oro et, aux festivals internationaux du cinéma, il est accueilli par des applaudissements nourris ; quelques semaines plus tard, il est interviewé par Lello Bersani (it) dans l'émission TV7 (it) et par Oriana Fallaci pour L'Europeo. Malgré tout, le film n'obtient pas le succès escompté.
Plus tard, chez l'éditeur Fausto Fiorentino à Naples, il publie le célèbre recueil de poèmes 'A livella,, qui s'intitulait à l'origine Il due novembre, pour lequel il a également reçu un prix. Entre 1964 et 1965, il joue dans les films à sketches Ah ! Les Belles Familles, avec Jean Rochefort et Annie Girardot, et Les Amants latins.

### Les derniers films
« Ho girato diversi film mediocri, altri che erano veramente brutti, ma, dopo tutta la miseria patita in gioventù, non potevo permettermi il lusso di rifiutare le proposte scadenti e restarmene inattivo... »
— Totò

« J'ai fait plusieurs films médiocres, d'autres vraiment mauvais, mais après toute la misère que j'ai connue dans ma jeunesse, je ne pouvais pas me permettre le luxe de refuser de mauvaises propositions et de rester inactif. »

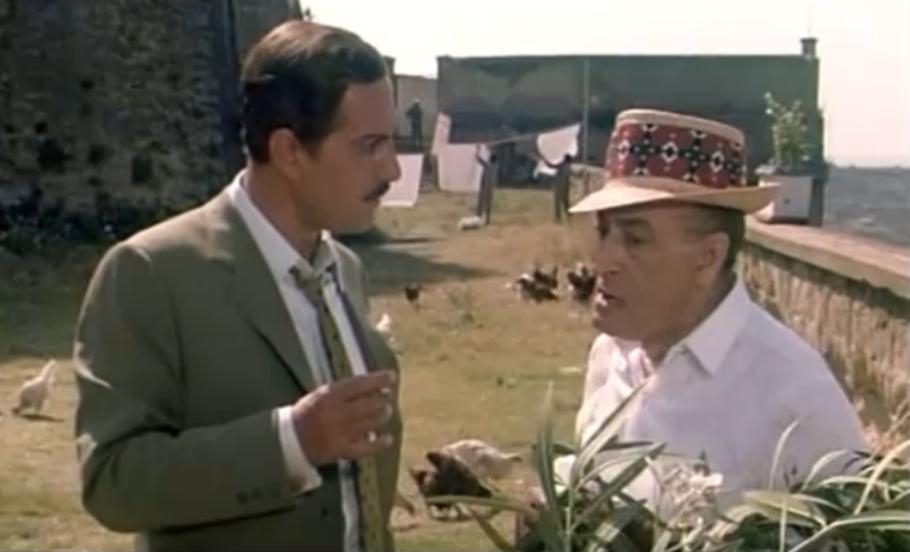
Avec Nino Manfredi dans Opération San Gennaro (1966).

Au sommet de sa carrière, bien que peu avant sa mort, d'importantes propositions lui parviennent de la part de cinéastes installés tels qu'Alberto Lattuada, Federico Fellini et Pier Paolo Pasolini. Avec le premier, il tourne, en 1965, le film La Mandragore (d'après la pièce éponyme de Machiavel) dans le rôle de Fra' Timoteo, qu'il interprète brillamment aux côtés de plusieurs acteurs français tels que Philippe Leroy, Jean-Claude Brialy et Jacques Herlin ; le second le veut pour le film Le Voyage de G. Mastorna, dans lequel la chanteuse Mina et le duo d'humoristes Franco et Ciccio font également partie de la distribution. Travailler avec Fellini avait toujours été l'une des plus grandes ambitions de Totò, mais le film ne fut jamais réalisé,. La rencontre avec Pasolini, en revanche, fut l'une des plus importantes et des plus inattendues de toute la carrière cinématographique de Totò.

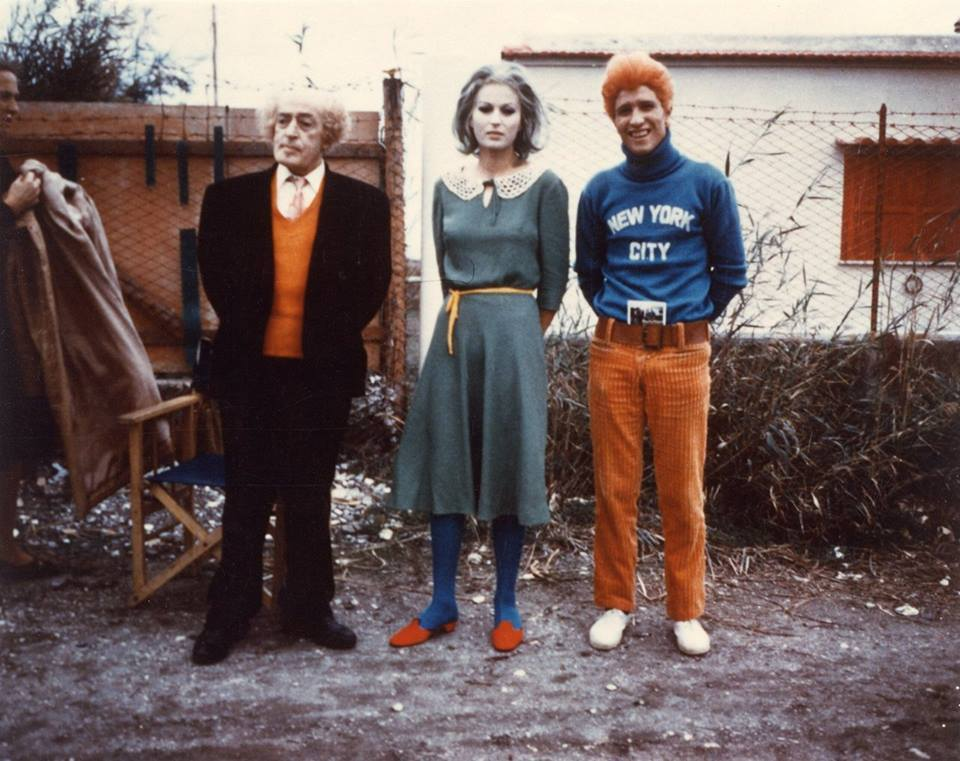
Totò, Femi Benussi et Ninetto Davoli dans Des oiseaux, petits et gros (1966).

La première œuvre qu'ils font ensemble est Des oiseaux, petits et gros, que Totò accepte sans toutefois partager pleinement le caractère et la poétique du réalisateur ; à ce moment-là, son intention principale est de jouer dans des œuvres de qualité, à cause de sa peur récurrente d'être oublié par le public ; Pasolini le choisit parce qu'il est fasciné par son masque, qui « réunit, de façon absolument harmonieuse et indiscernable, deux caractères typiques des personnages de contes de fées : l'absurde/le clownesque et l'immensément humain ». Pour la première fois, Totò, au cours du tournage d'un film, se sent quelque peu muselé, car Pasolini ne laisse que peu de place à ses lazzi et à ses improvisations, par rapport à ce à quoi il était habitué avec d'autres réalisateurs. Des oiseaux, petits et gros, œuvre d'une grande force poétique, fait dès le début l'objet de débats et de polémiques, bien que l'on reconnaisse presque unanimement l'excellente prestation de Totò, qui, loué par la critique,, obtient une mention spéciale au Festival de Cannes 1966 et son deuxième Ruban d'argent. Pour exprimer sa satisfaction, il remercie le jury des critiques de cinéma italiens dans une courte déclaration écrite.

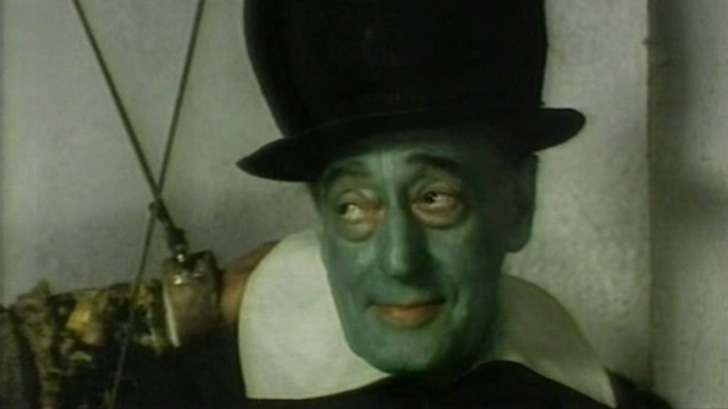
Dans le sketch Les nuages, c'est quoi ? du film Caprice à l'italienne (1968).

Avant de rejouer chez Pasolini, il obtient un rôle dans Opération San Gennaro de Dino Risi, aux côtés de Nino Manfredi. En 1967, il tourne avec Pasolini le court métrage La Terre vue de la Lune, un sketch du film collectif Les Sorcières, d'après la nouvelle inédite de Pasolini Il buro e la bura, puis Les nuages, c'est quoi ?, un sketch du film collectif Caprice à l'italienne, dans lequel l'acteur participe également à un autre court métrage de Steno : Le monstre du dimanche.
Ce sont ses derniers films. Nanni Loy fait également appel à lui pour Jeux d'adultes, toujours avec Manfredi, dans le rôle du vieil anarchiste Romeo, qui vit de la vente de sous-vêtements à ses camarades de gauche ; le film est cependant destiné à être l'un des nombreux projets non réalisés de Totò, car il ne parvient à tourner que la première scène (ironiquement, celle d'un enterrement) et meurt deux jours plus tard. Le rôle de Romeo revient donc à Ugo Tognazzi, mais Loy décide de monter quand même la scène de l'enterrement, en gardant Totò, pour lui rendre hommage.

#### Les téléfilms

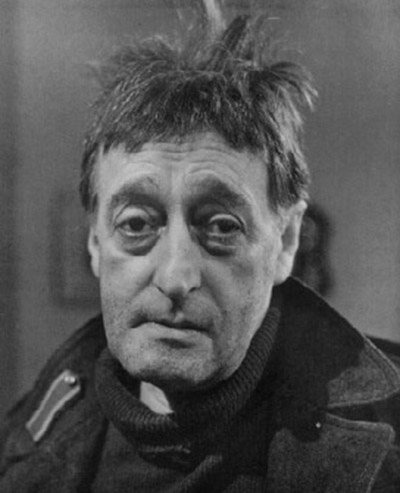
Dans Le Lit pour trois (1960).

Totò fait ses premiers pas à la télévision en 1958, avec Mario Riva dans l'émission Il Musichiere. Il n'y reviendra qu'en 1965, invité par Mina dans l'émission Studio Uno, participant à deux épisodes : dans le premier, immédiatement accueilli par de longs applaudissements, il présente sa chanson Baciami, laissant Mina chanter tandis qu'il intervient en contrepoint des paroles de la chanson avec quelques-unes de ses blagues classiques,. Dans le deuxième épisode, en 1966, il repropose à la place un vieux sketch (Pasquale) avec Mario Castellani, qui sera ensuite enregistré, avec le poème 'A livella, sur un disque 33 tours de l'acteur.
Dans la dernière période de sa vie, il met en production quelques dessins animés et une série pour la télévision intitulée Tutto Totò (it), composée de neuf téléfilms montés par Bruno Corbucci et réalisés par Daniele D'Anza. La série, dont l'idée revient à Mario Castellani, devait initialement être réalisée par Michele Galdieri (auteur de nombreuses revues avec Totò), mais celui-ci mourut avant le début du tournage. La plupart des scénarios de ces téléfilms semblaient trop faibles, et seuls quelques-uns d'entre eux, avec des scénarios convenables, donnèrent à Totò l'occasion d'interpréter certains de ses numéros, en rejouant quelques-uns de ses célèbres sketches théâtraux,,. L'acteur apparaît fatigué et ne travaille pas plus de quatre heures l'après-midi ; malgré tout, il parvient à maîtriser la tournage,. La série est diffusée après sa mort, de mai à juillet 1967, et rediffusé dix ans plus tard. L'accueil du public est positif, celui de la critique plus froid, qui souligne que la comédie de Totò n'apparaît pas sous son meilleur jour en raison d'une production hâtive et approximative.

### Mort
Quelques jours avant sa mort, Totò déclare qu'il est ruiné et que personne ne se souviendra de lui, qu'il n'a pas été à la hauteur des possibilités infinies qu'offre la scène (faisant clairement référence à sa véritable et unique passion, le théâtre) et qu'il se reproche de n'avoir pu faire beaucoup plus,. Il meurt à son domicile de Via dei Monti Parioli, 4, à 3 h 35 du matin (il se couchait habituellement vers 3 h 30) le 15 avril 1967,, à l'âge de 69 ans : il est terrassé par un infarctus après une longue agonie, si douloureuse qu'il supplie lui-même sa famille et le médecin traitant de le laisser mourir. Le soir même du 13 avril, il avoue à son chauffeur Carlo Cafiero : « Cafie', je ne te cacherai pas que ce soir je me sens comme une vraie merde ». Selon sa fille Liliana, ses dernières paroles ont été : « Rappelle-toi que je suis un catholique apostolique romain », tandis qu'à Franca Faldini il a dit : « Je t'ai beaucoup aimée, Franca ».
« È morta l'ultima delle grandi maschere della commedia dell'arte »
— Nino Manfredi dans Telegiornale du 15 avril 1967.
        
« Le dernier des grands masques de la commedia dell'arte est mort. »

#### Funérailles
« Al mio funerale sarà bello assai perché ci saranno parole, paroloni, elogi, mi scopriranno un grande attore: perché questo è un bellissimo Paese, in cui però, per venire riconosciuti in qualcosa, bisogna morire. »
— Totò

« À mon enterrement, ce sera très bien parce qu'il y aura des mots, de grands mots, des éloges funèbres, ils me découvriront comme un grand acteur : parce que c'est un beau pays, dans lequel, cependant, pour être reconnu pour quelque chose, il faut mourir. »

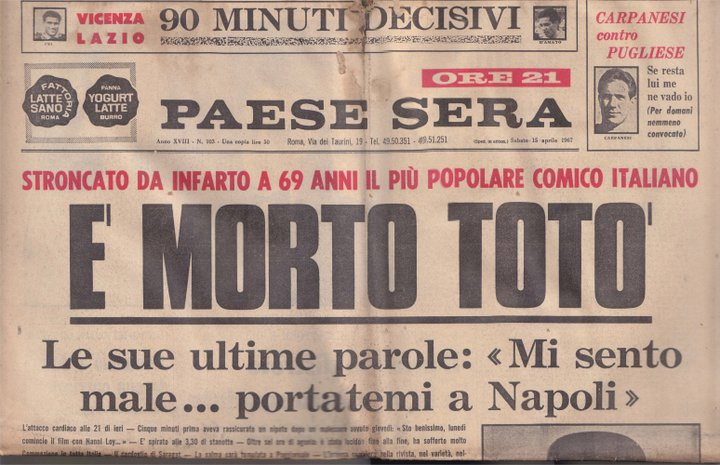
Le quotidien Paese Sera rapporte la nouvelle du décès de Totò.

Bien que l'acteur ait toujours exprimé le souhait d'avoir des funérailles simples, il en a eu jusqu'à trois,. La première a lieu dans la capitale, où il est mort : son corps est veillé pendant deux jours par des personnalités du monde du spectacle et d'ailleurs, venues de toute l'Italie pour le commémorer et le pleurer ; il est accompagné par plus de deux mille personnes dans la basilique Saint-Eugène, où se déroule la cérémonie funèbre. Parmi les personnalités du monde du spectacle présentes, figurent Alberto Sordi, Elsa Martinelli, Olga Villi, Luigi Zampa et Luciano Salce ; sont également présents des metteurs en scène qui l'avaient ignoré et les critiques qui s'étaient opposés à lui et l'avaient considéré comme un artiste inconsistant et vulgaire. Sur son cercueil sont déposés le fameux chapeau melon avec lequel il avait débuté et un œillet rouge ; la cérémonie se limite à une simple bénédiction en raison des difficultés posées par les autorités religieuses à cause de sa relation avec Franca Faldini, qui a dû sortir pendant que le prêtre a béni le corps.
Le second enterrement a lieu à Naples, sa ville natale à laquelle il était particulièrement attaché : le 17 avril, dans l'après-midi, le cercueil est conduit vers le centre-ville, escorté par une trentaine de voitures ; la ville suspend toute activité de 16 h à 18 h 30 : la circulation est interrompue, les murs des rues sont couverts d'affiches de condoléances, les volets des magasins sont baissés et les portes des immeubles sont fermées en signe de deuil. Parmi les personnalités du monde du spectacle et les amis proches qui se sont recueillies auprès du cercueil figurent les frères Nino et Carlo Taranto, Ugo D'Alessio, Luisa Conte (it), Dolores Palumbo. En raison de l'affluence, la camionnette transportant le corps mit deux heures pour atteindre le sanctuaire de la basilique Santa Maria del Carmine Maggiore, où les funérailles eurent lieu devant environ 250 000 personnes,, au milieu des drapeaux, des banderoles et des couronnes.
L'oraison funèbre a été prononcée par Nino Taranto, :
« Amico mio, questo non è un monologo, ma un dialogo perché sono certo che mi senti e mi rispondi, la tua voce è nel mio cuore, nel cuore di questa Napoli, che è venuta a salutarti, a dirti grazie perché l'hai onorata. Perché non l'hai dimenticata mai, perché sei riuscito dal palcoscenico della tua vita a scrollarle di dosso quella cappa di malinconia che l'avvolge. Tu amico hai fatto sorridere la tua città, sei stato grande, le hai dato la gioia, la felicità, l'allegria di un'ora, di un giorno, tutte cose di cui Napoli ha tanto bisogno. I tuoi napoletani, il tuo pubblico è qui, ha voluto che il suo Totò facesse a Napoli l'ultimo "esaurito" della sua carriera, e tu, tu maestro del buonumore questa volta ci stai facendo piangere tutti. Addio Totò, addio amico mio, Napoli, questa tua Napoli affranta dal dolore vuole farti sapere che sei stato uno dei suoi figli migliori, e che non ti scorderà mai. Addio amico mio, addio Totò »
« Mon ami, ce n'est pas un monologue, mais un dialogue car je suis certain que tu m'entends et que tu me réponds, ta voix est dans mon cœur, dans le cœur de cette Naples qui est venue te saluer, te dire merci parce que tu l'as honorée. Parce que tu ne l'as jamais oubliée, parce que tu as réussi, dès que tu as été sur les planches, à secouer ce manteau de mélancolie qui l'enveloppe. Toi l'ami, tu as fait sourire ta ville, tu as été grand, tu lui as donné la joie, le bonheur, l'allégresse d'une heure, d'une journée, toutes ces choses dont Naples a tant besoin. Tes Napolitains, ton public est là, ils voulaient que Totò fasse la dernière représentation à guichets fermés de sa carrière à Naples, et toi, maître de la bonne humeur, cette fois tu nous fais tous pleurer. Au revoir Totò, au revoir mon ami, Naples, cette Naples endeuillée qui est la tienne, veut que tu saches que tu as été l'un de ses meilleurs fils et qu'elle ne t'oubliera jamais. Adieu mon ami, adieu Totò. »
Après le rite funéraire, les autorités sont contraintes de faire exfiltrer le corps par une porte secondaire, tandis qu'à l'intérieur de la basilique se déroulent des mouvements de foule et des évanouissements dans le public,. Il y a également quatre blessés dans la mêlée, deux femmes et deux policiers. Le corps de Totò est donc escorté par des motards de la police jusqu'au cimetière de Santa Maria del Pianto (it), où attendent Franca Faldini, sa fille Liliana et son mari, Eduardo Clemente et Mario Castellani, qui avaient décidé de ne pas assister à l'office religieux en raison de l'affluence et de se rendre directement au cimetière. Totò est enterré dans le caveau familial à côté de ses parents, le petit Massenzio et Liliana Castagnola.
Les troisièmes funérailles sont organisées par un « capoguappo » du Rione Sanità (son quartier natal) le 22 mai, un peu plus d'un mois après sa mort ; elles sont suivies par un nombre tout aussi important de personnes, malgré le fait que le cercueil de l'acteur soit manifestement vide.
Eduardo De Filippo, se souvient de lui dans les pages du journal Paese Sera le jour de sa mort.

## Totò et la charité
« Chi è avaro di soldi è avaro pure di sentimenti. »
— Totò s'adressant à Diana Rogliani

« Qui est avare en argent est aussi avare en sentiments. »

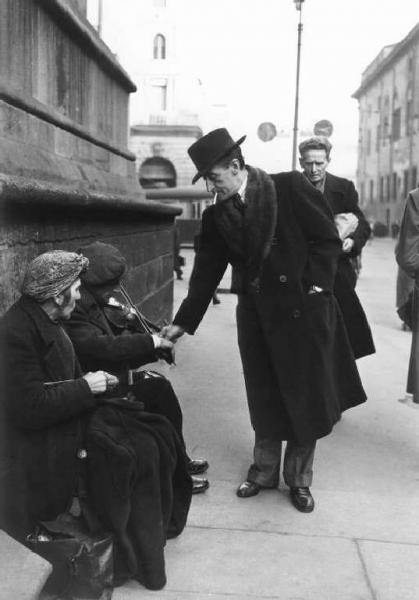
Totò donnant de l'argent à des musiciens de rue sur la Piazza del Duomo à Milan (photographie de Federico Patellani, 1947).

Totò était d'esprit charitable ; tout au long de sa vie, il a fait de nombreux actes d'altruisme, notamment en soutenant et en offrant de la nourriture aux nécessiteux,,. Selon les nombreux témoignages de ses proches et de ses collègues, Totò offrait constamment des cadeaux et des billets de banque, donnait de généreux pourboires aux ouvriers et s'occupait de toutes les demandes d'aide qui lui parvenaient ; on raconte aussi qu'il retournait parfois la nuit dans son quartier d'origine (le Rione Sanità) et glissait des billets de dix mille lires sous les portes des « bassi », des napolitains dans la misère. De sa propre initiative, il fait même opérer à ses frais une petite fille qui avait des problèmes de marche et dont les parents n'avait pas les moyens de payer les soins nécessaires ; en outre, ne supportant pas de voir une vieille femme sans domicile demander l'aumône, il passe un contrat avec l'aubergiste d'une trattoria, convenant que la femme y mangera tous les jours et qu'il reviendra chaque fin de mois pour payer les factures accumulées.
Pour Mario Castellani, cependant, le rôle du généreux était l'un des nombreux rôles que Totò jouait pour entretenir son image.

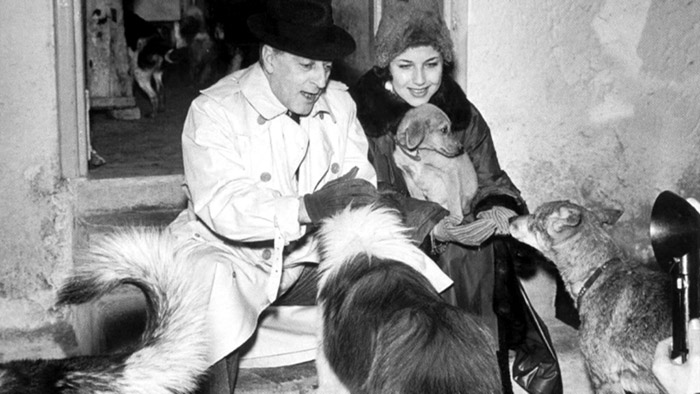
Totò et Faldini entourés de leurs chiens à L'ospizio dei trovatelli.

En vieillissant, Totò se consacre de plus en plus à de nombreuses œuvres caritatives : la vie privée de l'acteur, surtout dans les dernières années de sa vie, se limite à des apparitions publiques sporadiques, mais aussi (bien qu'il ne gagne pas beaucoup d'argent car il exige peu des producteurs) à une intense activité de bienfaiteur, aidant des hospices et des maisons d'enfants, donnant des sommes importantes à des associations qui s'occupent d'anciens prisonniers et de leurs familles. Ayant une affection particulière pour les enfants, Totò, après la mort de son fils Massenzio, allait souvent rendre visite, avec Franca Faldini, aux orphelins de l'école maternelle Federico Traverso de Volta Mantovana, apportant des cadeaux et des jouets. Un autre exemple de l'altruisme de Totò concerne l'imitateur Alighiero Noschese, qui avait reproduit sa voix pour une publicité sans autorisation préalable, et l'affaire s'est terminée devant les tribunaux. Totò demanda et obtint un dédommagement d'un million de lires, et lorsque Noschese lui fit le chèque correspondant, le prince prit son propre chéquier et en compila un de dix millions, et lui remettant les deux titres en main propre, il lui demanda de les envoyer aux orphelins de l'Istituto dei Piccoli Amici di Sant'Antonio à Naples. En outre, compte tenu de son amour pour les animaux (il avait des chiens et un perroquet chez lui), il acheta et modernisa un vieux chenil, L'ospizio dei trovatelli, qu'il visitait régulièrement pour s'assurer que ses nombreux hôtes à quatre pattes (plus de 200 chiens sont mentionnés) recevaient les soins nécessaires. Les dépenses totales pour l'entretien et la maintenance du chenil lui coûtèrent environ cinquante millions de lires.

## Totò et la politique

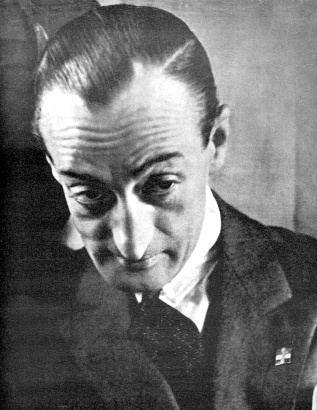
La photo où Totò arbore l'insigne du Parti national fasciste.

Bien que le positionnement politique de Totò ne soit pas connu avec certitude, on sait de source sûre qu'il était fermement opposé à toute forme de dictature et de totalitarisme (notamment en raison de ses expériences personnelles et de ses moqueries à l'égard du pouvoir), et il semble que, selon Franca Faldini, il ait eu des idées fondamentalement anarchistes. En revanche, il existe une photographie de l'Allemand Eugenio Haas datant de 1943, prise sur le tournage de Due cuori fra le belve et publiée dans la revue Film, où l'on voit l'acteur portant l'insigne du Parti national fasciste,,. On suppose que Totò a été contraint, d'une manière ou d'une autre, de poser pour cette photo, dont l'intention aurait été de « punir l'audace du comédien », qui se moquait et ridiculisait le régime fasciste dans ses spectacles théâtraux, ce qui lui a d'ailleurs valu de nombreux problèmes pendant la guerre.
Ce qui est certain, c'est que Totò chérissait son titre de noblesse et menait un train de vie fastueux. On l'a qualifié à plusieurs reprises de monarchiste, même si, selon Faldini, il ne revendiquait le titre de « prince » de personne, ; sa manie de la noblesse représentait pour lui une sorte de rédemption par rapport à sa vie de jeunesse difficile,. Mais son exclamation « Viva Lauro! », qu'il fait entendre durant l'émission Il Musichiere, a été mal interprétée. Comme il s'agissait d'une période délicate, proche des élections politiques, il n'était pas tolérable qu'un personnage aussi connu que Totò fasse l'éloge du chef d'un parti politique comme Achille Lauro, mais, selon Franca Faldini, la seule raison de son exclamation était due au fait que Lauro avait fourni des logements et de la nourriture aux habitants des « bassi » (les habitations les plus pauvres) de Naples. Totò n'a fait qu'apprécier ce geste, car il était très attaché à sa ville natale. Franca Faldini, devenue journaliste et écrivain après la mort de l'acteur, a écrit en 1977 le livre Totò: l'uomo e la maschera (litt. « Totò : l'homme et le masque »), coécrit avec Goffredo Fofi, dans lequel elle raconte à la fois le profil artistique de l'acteur et sa vie en dehors du plateau, avec l'intention principale de démentir certaines affirmations erronées rapportées par des écrivains et des journalistes au sujet de sa personnalité.

## Totò franc-maçon
Totò est membre de la loge maçonnique « Fulgor » à Naples à partir de juillet 1945 et, plus tard, de la loge « Fulgor Artis » à Rome, qu'il a fondée. Les deux loges appartenaient à la Serenissima Gran Loggia Nazionale Italiana de la Piazza del Gesù.
Les traces de la franc-maçonnerie de Totò se retrouvent également dans son œuvre, comme dans son poème 'A livella qui multiplient des allusions au symbolisme maçonnique.

## L'anoblissement de Totò
« Tengo molto al mio titolo nobiliare perché è una cosa che appartiene soltanto a me. A pensarci bene il mio vero titolo nobiliare è Totò. Con l'Altezza imperiale non ci ho fatto nemmeno un uovo al tegamino. Mentre con Totò ci mangio dall'età di vent'anni. Mi spiego? »
— Totò

« Je chéris mon titre de noblesse parce qu'il n'appartient qu'à moi. À bien y penser, mon vrai titre de noblesse est Totò. Avec l'Altesse Impériale, je n'ai même pas fait cuire un œuf. Alors qu'avec Totò, je mange depuis l'âge de vingt ans. Vous comprenez ? »

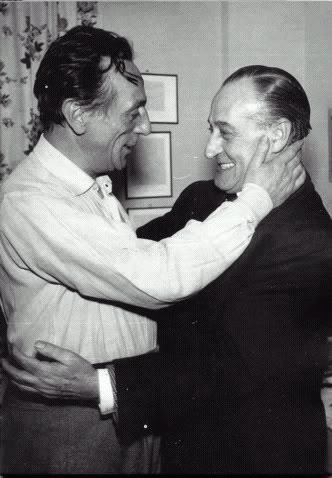
Eduardo De Filippo avec Totò en 1956.

En 1933, en échange de l'octroi d'une rente,,, Totò fut adopté par un vieux noble napolitain (parent éloigné de la grand-mère maternelle de l'acteur), le marquis Francesco Maria Gagliardi Focas di Tertiveri,,, (le décret ministériel reconnaissant l'adoption sera signé le 6 mai 1941). Ayant donc acquis du marquis les noms de Gagliardi et de Focas, le demandeur entreprit dès lors avec détermination de longues recherches généalogiques, soutenue par des érudits et des héraldistes. Le résultat de ces recherches fut que Totò croyait descendre, du côté paternel, d'une branche de la noblesse de Curtis (plus précisément des comtes de Ferrazzano), que cette dernière remontait à son tour à la famille aristocratique Griffo, et que cette dernière descendait à son tour de la lignée byzantine des Phocas, des affirmations qui furent remises en question par la suite.
Au terme d'une longue procédure judiciaire, le 18 juillet 1945 et le 7 août 1946, la IVe section du tribunal de Naples a rendu des sentences reconnaissant divers titres de noblesse — Prince, Comte palatin, Noble, Altesse impériale — consignés à la page 42 du volume 28 du Livre d'or de la noblesse italienne conservé dans les archives du Conseil héraldique (it). Cependant, peu après la naissance de la République et l'entrée en vigueur de la Constitution, la XIVe disposition transitoire et finale établit que, dans le nouveau système, « les titres nobiliaires ne sont pas reconnus. Les prédicats de ceux qui existaient avant le 28 octobre 1922 sont valables en tant que partie du nom ». La nouvelle république dénie ainsi toute valeur juridique à tous les titres de noblesse existants, tout en les protégeant exclusivement en tant que partie du nom de famille des intéressés.
En conséquence, par le jugement no 7462 vol. 610, mod. 5 du 21 mai 1950 du tribunal civil de Naples, qui prend acte des jugements précédents, le nom de famille d'Antonio De Curtis est légalement rectifié à l'état civil en Griffo Focas Flavio Angelo Ducas Comneno Porfirogenito Gagliardi De Curtis di Bisanzio. Dans la chapelle familiale, construite peu après (1951) dans le cimetière de Santa Maria del Pianto (it) à Naples, Totò choisit cependant d'indiquer son nom comme suit S.A.I. Antonio Focas Flavio Angelo Ducas Comneno De Curtis - Principe imperiale di Bisanzio, en omettant donc les noms Griffo et Gagliardi et le titre patronymique Porfirogenito.
Sur la base des deux sentences de 1945 et 1946, Totò continue néanmoins à revendiquer les titres (bien que depuis 1948 dépourvus de toute valeur juridique dans l'actuel système juridique italien) d'« altesse impériale, comte palatin, chevalier du Saint-Empire romain germanique, exarque de Ravenne, duc de Macédoine et d'Illyrie, prince de Constantinople, de Cilicie, de Thessalie, du Pont, de Moldavie, de Dardanie, du Péloponnèse, comte de Chypre et d'Épire, comte et duc de Drivasto et de Durazzo »,, il fait également frapper des médailles d'or de 50 grammes chacune, représentant son profil d'empereur romain, qu'il aime offrir à ses amis les plus proches. Il semble que pas moins de cinq plaintes aient été déposées contre l'acteur (y compris par des particuliers) pour « abus de titres de noblesse »,.
En 1963, dans une entretien avec Oriana Fallaci, accordée à L'Europeo, Totò énumère ses titres de noblesse comme suit :
« Signorina mia, sono altezza imperiale, son principe e anche molte altre cose: conte palatino, cavaliere del Sacro Romano Impero, ufficiale della Corona d’Italia, cavaliere della Gran Croce dell’Ordine di Sant’Agata e San Marino[220], marchese di Tertiveri, questo però non lo uso. »
« Madame, je suis une altesse impériale, je suis un prince, et aussi beaucoup d'autres choses : comte palatin, chevalier du Saint Empire romain, officier de la couronne d'Italie, chevalier de la Grand-Croix de l'Ordre de Sainte-Agathe et de Saint-Marin, marquis de Tertiveri, mais je n'en fais pas usage. »

### Arbre généalogique

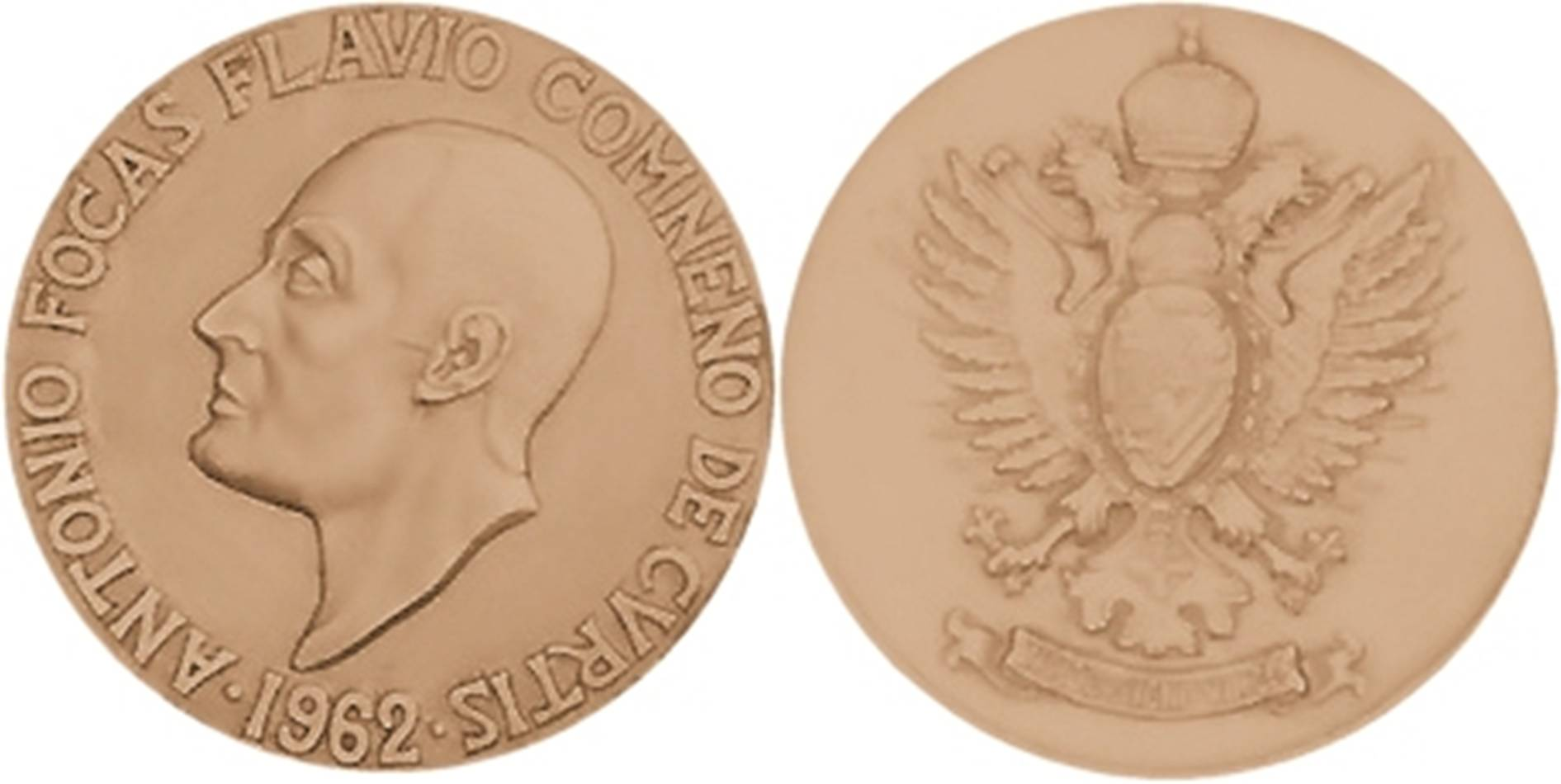
Les médailles d'or que Totò avait fait frapper à la suite de son anoblissement.

Voici une brève généalogie de l'acteur, :
1. Michele de Curtis (*Naples 22 avril 1750) @(1773) Maria Esposito
1.1. ? ?? de Curtis
1.2. ? ?? de Curtis
1.3. ? ?? de Curtis
1.4. Ferdinando de Curtis
1.4.1. Giambattista De Curtis [musicien de chanson traditionnelle napolitaine].
1.4.2. Ernesto de Curtis [musicien de chanson traditionnelle napolitaine]
1.4.3. Gennaro de Curtis (*Naples-Vicarie 04 décembre 1777) @ Nicoletta Falconetti
1.4.3.1. Lorenzo de Curtis @ Vincenza Abramo
1.4.3.1.1. Luigi de Curtis (*Napoli 1839 +Napoli-S.Lorenzo 20 février 1926) [peintre] @ Anna Maria Cuomo
1.4.3.1.1.1. Giuseppe de Curtis (*Naples 12 août 1873 +Rome 29 septembre 1944) [tailleur itinérant] @(Naples-S.Carlo 4 février 1921) Anna Clemente, dite Nannina (*Palerme 02 janvier 1881 +Rome 23 octobre 1947) [Porter], fille de Vincenzo Clemente et Teresa Ambrosino.
1.4.3.1.1.1. Antonio Vincenzo Stefano Clemente, changement de nom (4 février 1921 ; reconnaissance par acte notarié de Gino Cerose de Naples du 9 août 1928 signé le 31 août 1928) Antonio Vincenzo Stefano de Curtis, changement de nom (décret ministériel du 6 mai 1941 / jugement du tribunal civil de Naples du 18 juillet 1945 / jugement du tribunal civil de Naples nº 7462/Vol. 610/Mod. 5 du 21 mai 1950) Antonio Griffo Focas Flavio Angelo Ducas Comneno Porfirogenito Gagliardi de Curtis di Bisanzio, alias Totò (*Napoli-Stella 15 février 1898 +Roma 15 avril 1967) [adopté en 1933 par le marquis Francesco Maria Gagliardi en échange d'une rente, descendant des empereurs de Byzance, acteur de théâtre et de cinéma, dramaturge, poète, parolier, chanteur, enterré dans la chapelle familiale du cimetière de Santa Maria della Pietà à Naples]. @a(1935, divorcée en 1939) Diana Bandini Rogliani (*Benghazi 27 octobre 1915 +Rome 4 août 2006), fille illégitime de Ferdinando Lucchesini [Colonel] & Selica Bandini, @b(Lugano 1954, seulement civilement) Franca Faldini (*Rome 10 février 1931 +Rome 22 juillet 2016) Actrice.
1.4.3.1.1.1a Liliana Griffo Focas Flavio Angelo Ducas Comneno Porfirogenito Gagliardi de Curtis di Bisanzio (*Rome 10 mai 1933 +Rome 3 juin 2022) [titre de comtesse, avec prédicat "di Ferrazzano", par décret présidentiel de Saint-Marin du 16 mars 1960, [femme d'affaires]. @a Gianni Buffardi (*Rome 1930 +Rome 22 août 1979) [producteur de films], @b Sergio Anticoli
1.4.3.1.1.1.1.1a.1a. Antonello Salvatore Buffardi, changement de nom (11 septembre 1960) Antonello Salvatore Buffardi de Curtis (*Rome 5 juillet 1952) [titre de comte, avec prédicat « di Ferrazzano », par décret présidentiel de Saint-Marin du 16 mars 1960, prétendant aux titres de noblesse « impériale », producteur et réalisateur de films]. @a Lisi Porzio, @b Hester Rode
1.4.3.1.1.1.1.1a.1a.1a. Simone Buffardi de Curtis (*1974) [Avocat].
1.4.3.1.1.1.1.1a.1a.2b. Alexandra Giulia Buffardi de Curtis (*octobre 1977) [Designer] @(9 septembre 2005) Sedulio Alessandro Amari (*1974), fils de Benedetto Amari & Margarita Parker
1.4.3.1.1.1.1.1a.1a.2b.1. Mia Amari (*25 juin 2007)
1.4.3.1.1.1.1a.1a.2b.2. (féminin) Amari
1.4.3.1.1.1.1.1a.1a.3b. Jules Buffardi de Curtis
1.4.3.1.1.1.1.1a.2a. Diana Buffardi, changement de nom (11 septembre 1960) Diana Buffardi de Curtis (*Rome 1955 +Rome 6 décembre 2011) [Noble des Comtes de Ferrazzano par décret présidentiel de Saint-Marin du 16 mars 1960
1.4.3.1.1.1.1.1a.3b. Elena Alessandra Anticoli de Curtis (*Afrique du Sud 1970) @ Claudio Nunes
1.4.3.1.1.1.1.1a.3b.1. Liliana Nunes
1.4.3.1.1.1.1.1a.3b.2. Giulia Nunes
1.4.3.1.1.2b Massenzio Griffo Focas Flavio Angelo Ducas Comneno Porfirogenito Gagliardi de Curtis di Bisanzio (*/+Roma 12 octobre 1954) [enterré dans la chapelle familiale du cimetière de Santa Maria della Pietà à Naples].

## Totò dans la culture populaire

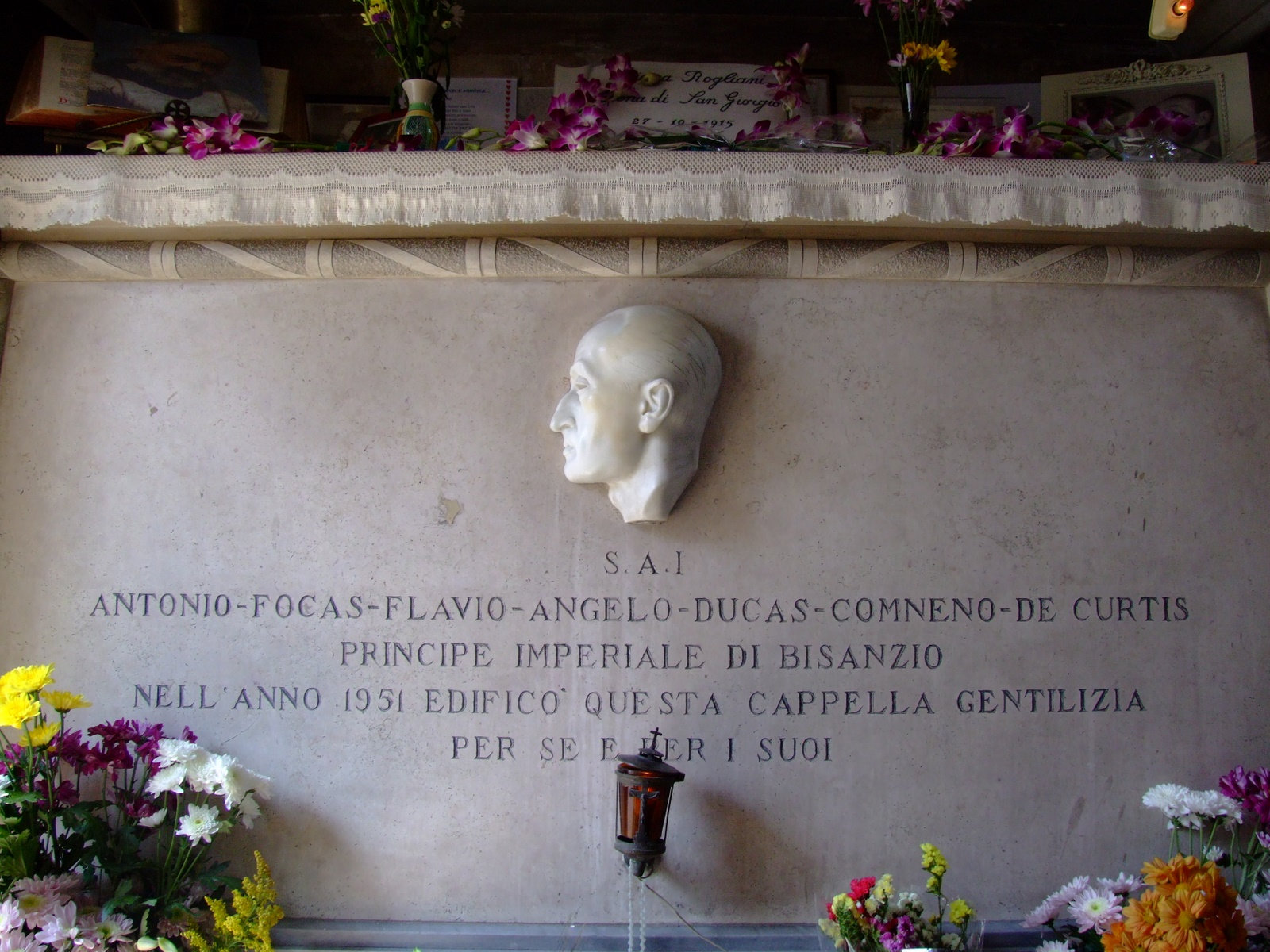
La tombe de Totò est l'une des plus visitées par les Italiens, qui y déposent souvent des colifichets, des cartes et autres billets.

Grâce à son activité en tant qu'acteur et humoriste, Totò est entré dans la culture populaire de générations entières d'Italiens. Selon un sondage réalisé en 2009 par le journal en ligne quinews.it auprès d'un millier de personnes réparties équitablement par tranche d'âge, sexe et localisation géographique (Nord, Centre, Sud et Îles), Totò est l'humoriste italien le plus connu et le plus aimé, suivi respectivement d'Alberto Sordi et de Massimo Troisi. Ses films, visionnés à l'époque par plus de 270 millions de spectateurs (un record dans l'histoire du cinéma italien,,), dont beaucoup restent d'actualité en raison de leur satire et de leur ironie, ont été rassemblés à plusieurs reprises en coffrets VHS et DVD et sont encore constamment diffusés sur les chaînes de télévision italiennes, ainsi que présents dans leur quasi-totalité sur les services de flux les plus populaires, connaissant également un succès auprès des jeunes publics,. En outre, certaines de ses célèbres expressions, blagues et gags sont devenues des périphrases qui sont entrées dans le patrimoine commun de la langue italienne,,.
Umberto Eco a exprimé l'importance de Totò dans la culture italienne en ces termes : « Dans cet univers mondialisé où il semble que tout le monde voit les mêmes films et mange la même chose, il existe encore des fossés abyssaux et infranchissables entre culture et culture. Comment deux peuples, dont l'un ignore Totò, pourront-ils jamais se comprendre ? ». Dans le quotidien Il Foglio, Pietro Favari, commentant la décadence générale des émissions de télévision estivales, compare la présence constante de Totò dans les médias à une œuvre d'art qui « ne vieillit pas, ne se démode pas, mais au contraire bonifie avec le temps ». De nombreux Italiens, encore aujourd'hui, s'adressent à Totò en déposant des lettres et des billets sur sa tombe, pour se confier à lui, lui demander des services et même des grâces, comme s'il était un saint,.
Liliana De Curtis, la fille de Totò décédée à 89 ans en juin 2022, a toujours été active dans le maintien de la mémoire de son père ; elle s'est notamment battue pour la création d'un musée dédié à sa mémoire. Il fut d'abord envisagé de l'installer dans la maison du patrimoine du Rione Sanità, ce qui fut compliqué par la propriété privée du bien ; par la suite, la municipalité de Naples décida de localiser le musée dans un lieu jugé plus approprié dans les salles du Palazzo dello Spagnolo tout proche (350 mètres), mais même l'ouverture du musée dans ce lieu fut reportée d'année en année ; peu après la mort de Liliana De Curtis, il fut suggéré d'installer le musée dans le Palazzo del Monte di Pietà (it) à Spaccanapoli.

### Totò à l'étranger

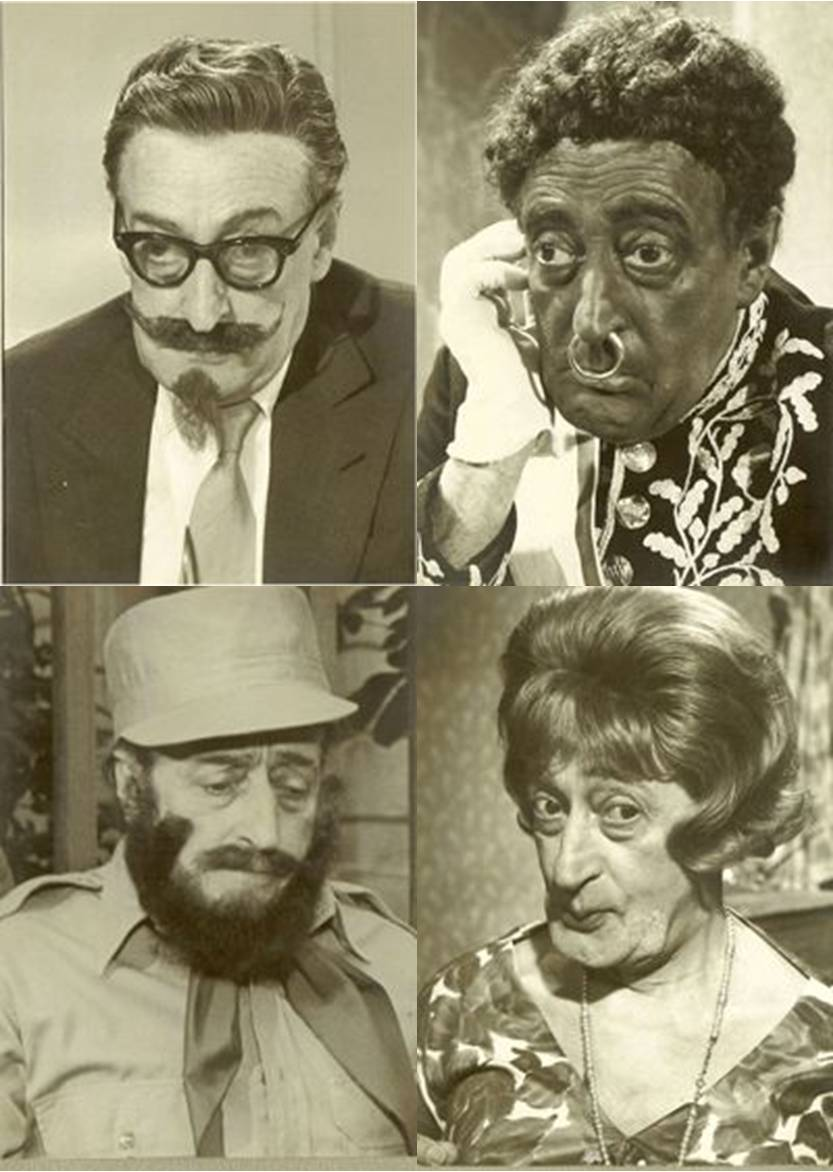
(en sens horaire à partir d'en haut à gauche) Totò dans les rôles du Commissaire Russo Lanotte, du faux ambassadeur du Katonga, de la petite Lola et de Fidel Castro dans le film Totò l'Embrouille (1961).

Malgré quelques représentations théâtrales hors d'Italie et l'exportation de certains de ses films (comme Gendarmes et Voleurs), Totò n'a jamais joui d'une grande popularité au-delà des frontières nationales. Lui-même en était conscient et nourrissait le rêve de participer à un film muet, estimant que la comédie devait essentiellement s'exprimer par le langage corporel. Il assista un jour à une projection de son film Deux Légionnaires au harem en France et révéla qu'il était sorti avant la fin parce qu'il était déçu de la façon dont la traduction avait déformé les blagues et le sens du film.
À cet égard, le critique Claudio G. Fava (it) a expliqué que « Totò était un comique de langage et, en tant que tel, il n'a jamais été exportable ». Luciano De Crescenzo a également déclaré : « En effet, comment faire comprendre à un paysan de l'Arkansas ce que signifie Sono un uomo di mondo perché ho fatto il militare a Cuneo ? Ou encore : a prescindere, eziandìo, mi scompiscio ou tomo tomo, cacchio cacchio...? ».
Il est cependant un peu connu en France, y étant souvent comparé à Fernandel. Il est doublé par Fred Pasquali dans les versions françaises de ses films. Louis de Funès, avant d'être connu, l'a doublé pour le film L'Or de Naples. Totò jouera d'ailleurs cinq ans plus tard avec lui dans Toto à Madrid puis dans Fripouillard et Cie. Les films avec Totò les plus populaires à leur sortie en France sont La loi, c'est la loi (1958) avec 3 394 017 spectateurs en France, aussi parce qu'il y partage l'affiche avec Fernandel, Dites 33 (1957) avec 1 015 202 spectateurs, Le Pigeon (1959) avec 763 868 entrées, Fripouillard et Cie (1959) avec 707 149 entrées, le film à sketches L'Or de Naples (1954) avec 679 792 entrées, Naples millionnaire (1951) avec 592 547 entrées ou Deux Légionnaires au harem (1953) avec 553 090 entrées.
Aux États-Unis aussi, certains acteurs n'ont pas caché leur appréciation du comique de gestes de Totò : ainsi Jim Belushi, qui l'a qualifié de « merveilleux clown ». Ou encore George Clooney qui, interviewé en Italie à l'occasion de la sortie du remake américain du Pigeon, Bienvenue à Collinwood (2002), dans lequel il joue le rôle correspondant à celui de Totò, déclare : « C'était un vrai poète populaire, un fantaisiste expert dans l'art d'agencer chaque geste et chaque expression », précisant également que, selon lui, tous les comiques américains les plus célèbres comme Jerry Lewis, Woody Allen ou Jim Carrey doivent quelque chose à l'acteur italien.

« Il n'était certainement pas un simple comédien, comme Buster Keaton. Ses films pouvaient aussi être muets : il parvenait toujours à transmettre le sens de l'intrigue. Grâce à vos scénaristes et à son mimétisme, un personnage complet transparaît dans ses films : rusé, naïf, mais aussi harcelé par les circonstances de la vie. C'est pourquoi il continuera à être imité, sans espoir de l'égaler. Il y a toujours du suspense dans son jeu : on attend de lui une nouvelle réplique, un clin d'œil, mais sa façon de développer une histoire reste imprévisible »

— George Clooney

### Hommages
| alternative1 |  | alternative2 |
|              |  |              |

| alternative3 |  | alternative4 |
| En sens horaire à partir de la gauche : demi-buste à Valmontone ; demi-buste Via Cola di Rienzo à Rome ; plaque commémorative sur la Piazza Cavour à Naples ; statue à Cinecittà. |  |              |

Il existe de nombreux hommages italiens à Totò, tels que des écoles, des statues, des rues et des théâtres ; en voici quelques-uns :
- Musée à l'intérieur du Palazzo dello Spagnolo dans le Rione Sanità, Naples (créé mais jamais ouvert)[222],[223]
- Fontaine aux canards portant son nom et plaque commémorative sur la place Cavour à Naples (2006)[224].
- Buste érigé à Casalnuovo di Napoli (1980)[224].
- Statue à Cinecittà, Rome.
- Statue en bronze dans le Rione Alto (it), Naples (1999)[224].
- Buste sur la Piazza Cola di Rienzo, Rome.
- Buste dans le parc de la gare de Valmontone.
- Buste en bronze dans la cour de la mairie de Coni, en provenance d'Alassio[225].
- Parc portant son nom et statue à Bagnoli, Naples (2007)[224].
- Parc Antonio de Curtis à Formia (province de Latina)[226].
- Inscription sur une plaque placée sur sa maison natale dans le Rione Sanità[224].
- Plaque circulaire en laiton dans le Viale Verdi, Montecatini Terme.
- Collège d'État Antonio De Curtis dans la zone de Torrenova, Rome[227].
- Scuola Media Statale Antonio De Curtis à Casavatore.
- Scuola Elementare Antonio De Curtis à Rome[226].
- École primaire Antonio De Curtis à Ercolano.
- Scuola Comunale dell'infanzia Antonio De Curtis à Via Antonio De Curtis, Sammichele di Bari.
- Istituto Comprensivo Statale Antonio De Curtis in Viale Kennedy, Aversa[226].
- Cineforum Antonio de Curtis à San Tammaro[226].
- Teatro Totò à Via Frediano Cavara à Naples[228].
- Teatro Sala de Curtis à Catane, Via Duca degli Abruzzi.
- Teatro Totò à Rome, Piazza Meucci.
- Primo circolo didattico Antonio de Curtis, Totò à Palma Campania, province de Naples.
- L'escalier du prince Antonio de Curtis Totò à Porto Azzurro, Île d'Elbe[226].
- Largo Principe Antonio de Curtis à Roccasecca, Province de Frosinone.
- Piazza Totò dans le centre historique de Cuneo[229].
- Piazza Antonio de Curtis alias Totò à Venafro, dans la province d'Isernia.
- Piazzale Antonio de Curtis alias Totò à Monghidoro, municipalité des Appennino bolognese (it).
- Piazza A. de Curtis dit Totò à Cattolica, dans la province de Rimini[226].
- De nombreuses rues dédiées (Via Totò, Via Antonio De Curtis, Via Principe De Curtis...) dans la plupart des régions d'Italie ; à noter en particulier la Via Atonio De Curtis (avec le N d'« Antonio » manquant par erreur) à Sant'Arpino, dans la province de Caserte[230].
- Statue en bronze sur la Piazza A. De Curtis à Bellizzi, province de Salerne.

### Cinquantième anniversaire de sa mort
Le 15 avril 2017, à l'occasion du cinquantième anniversaire de sa mort, la ville de Naples inaugure un monolithe en son honneur et accueille l'exposition Totò Genio, avec une collection inédite de documents, témoignages, tenues de scène, affiches de spectacle et portraits d'artistes du XXe siècle,. De son côté, l'université de Naples - Frédéric-II lui décerne un diplôme honorifique posthume en « Disciplines de la musique et des arts de la scène. Histoire et théorie »,. En outre, l'Istituto Poligrafico e Zecca dello Stato a frappé une pièce de 5 euros en son honneur, dont l'émission officielle a eu lieu à l'automne 2017. La pièce a été réalisée en métal bronzital-cupronickel par Uliana Pernazza, en édition limitée à 15 000 exemplaires. Sur l'avers, l'acteur est représenté avec un masque théâtral typique, sur le revers, des éléments cinématographiques apparaissent avec un mouvement de main caractéristique du comédien,,.

## Théâtre
De 1928 à 1957 (année où il doit quitter la scène à cause de sa maladie oculaire), Totò met en scène une quarantaine de spectacles entre comédies et pièces d'avant-garde (jusqu'en 1939), ainsi que douze « grandes revues » dans les années 1940 et 1950. À partir de 1931, Totò se manifeste aussi souvent en tant qu'auteur. Cette liste ne comprend pas non plus tous les titres des spectacles antérieurs à 1928 (en particulier à partir de 1922), joués avec la troupe de Giuseppe Jovinelli (it) et à la Sala Umberto (it) de Rome.
Dans la troupe d'Isa Bluette :
- 1928 : Madama Follia, de Ripp (Luigi Miaglia) et Bel Ami (Anacleto Francini) ;
- 1928 : Il Paradiso delle donne, de Ripp et Bel Ami ;
- 1928 : Mille et una donna, de Ripp et Bel Ami ;
- 1928 : Girotondo, de Ripp et Bel Ami ;
- 1928 : Peccati... et poi Virtudi, de Masera (Marchesotti, Segurini et Rapetti).

Dans la troupe d'Achille Maresca :
- 1928 : Sì, sì, Susette, de Ripp et Bel Ami ;
- 1928 : La stella del Charleston, de Giovanni Manca et Refrain ;
- 1929 : Monna Eva, de Paolo Reni ;
- 1929 : La giostra dell'amore, de Cherubini, Armando Fragna et Cesare Andrea Bixio.

Dans la Compagnia Stabile Napoletana Molinari d'Enzo Aulicino :
- 1929 : Messalina, de Kokasse (pseudonyme de Mario Mangini) et Mascaria (pseudonyme de Maria Scarpetta, fille d'Eduardo Scarpetta) ;
- 1929 : Lo balcone de Rusinella , d'Eduardo Scarpetta ;
- 1929 : Santarellina, d'Henri Meilhac et Ludovic Halévy. Réduction par Mario Mangini ;
- 1929 : Miseria et nobiltà, d'Eduardo Scarpetta ;
- 1929 : Amore et cinema, de Carlo Mauro ;
- 1929 : Il processo de Mary De' Can, de Carlo Mauro ;
- 1929 : Bacco, Tabacco et Venere, de Mario Mangini et Carlo Mauro
- 1930 : I tre moschettieri, de Kokasse.

Dans la troupe d'Achille Maresca :
- 1931 : La vile seduttrice, de Ripp et Bel Ami ;
- 1931 : La vergine de Budda, premier avanspettacolo écrit par Antonio De Curtis, Totò.

Dans la Compagnia de Riviste et Fantasie Comiche Totò :
- 1932 : Colori nuovi, écrit par Antonio De Curtis et Guglielmo Inglese ;
- 1932 : Ridi che ti passa, écrit par Antonio De Curtis et Guglielmo Inglese ;
- 1932 : Era lui, sì... sì...! Era lei, no... no...!, d'Antonio De Curtis et Guglielmo Inglese ;
- 1932 : La vergine indiana, écrit par Antonio De Curtis ;
- 1932 : Totò, Charlot per amore, écrit par Antonio De Curtis ;
- 1933 : Al Pappagallo (Compagnie de riviste de Totò) ;
- 1933 : Se quell'evaso fossi io, de Bel Ami ;
- 1933 : Questo non è sonoro, de Tramonti (pseudonyme de Paolo Rampezzotti) ;
- 1933 : Il mondo è tuo, écrit par Antonio De Curtis et Cliquette (pseudonyme de Diana Rogliani, l'épouse de Totò) ;
- 1933 : La banda delle gialle, de Tramonti ;
- 1933 : Dalla calza al dollaro, de Tramonti ;
- 1933 : Il grand'Otello, de Bel Ami ;
- 1934 : La mummia vivente, de Bel Ami et Tramonti ;
- 1934 : I tre moschettieri, de Mario Mangini et Tramonti ;
- 1935 : Belle o brutte mi piaccion tutte, de Guglielmo Inglese et Tramonti ;
- 1936 : 50 milioni... c'è da impazzire!, écrit par Antonio De Curtis et Guglielmo Inglese ;
- 1936 : Una terribile notte, de Mario Mangini ;
- 1937 : Dei due chi sarà, écrit par Antonio De Curtis ;
- 1937 : Uomini a nolo, écrit par Antonio De Curtis et Bel Ami ;
- 1937 : Novanta fa la paura, écrit par Antonio De Curtis ;
- 1938 : Se fossi un Don Giovanni, écrit par Antonio De Curtis ;
- 1938 : L'ultimo Tarzan (it), écrit par Antonio De Curtis ;
- 1938 : Accade una notte che..., écrit par Antonio De Curtis ;
- 1939 : Fra moglie et marito, la suocera et il dito, dernier avanspettacolo écrit par Antonio De Curtis.

Le cycle de la grande revue :
- 1940-1941 : Quando meno te l'aspetti (it), écrit par Michele Galdieri (it) et mis en scène par Compagnia Grandi Riviste Totò ;
- 1941-1942 : Volumineide (it), écrit par Michele Galdieri et mis en scène par Compagnia Teatrale Errepi de Remigio Paone (it) ;
- 1942-1943 : Orlando curioso, écrit par Michele Galdieri et mis en scène par Compagnia Teatrale Errepi de Remigio Paone ;
- 1943-1944 : Aria nuova, écrit par Antonio De Curtis et mis en scène par Compagnia Totò organisé par Antonio De Curtis et Elio Gigante (it) ;
  - Che ti sei messo in testa? (it), écrit par Michele Galdieri juste avant la Libération de Rome (4 juin 1944) et mis en scène par Compagnia Grandi Riviste Totò-Magnani ;
- 1944-1945 : Con un palmo de naso, écrit par Michele Galdieri subito dopo la liberazione de Roma, et mis en scène par Compagnia Grandi Riviste Totò-Magnani ;
  - Imputati... alziamoci!, écrit par Michele Galdieri et mis en scène par Compagnia Totò-D'Albert de Remigio Paone ;
- 1945-1946 : Un anno dopo (it), écrit par Oreste Biancoli et mis en scène par Compagnia Totò-D'Albert de Remigio Paone, avec Lucy D'Albert (it), Vittorio Caprioli et Alberto Bonucci ;
- 1946-1947 : Eravamo sette sorelle écrit par Aldo De Benedetti et Michele Galdieri et mis en scène par Compagnia Totò de Romagnoli ;
  - Ma se ci toccano nel nostro debole... écrit par Nelli (it), Mangini (it), Garinei & Giovannini et mis en scène par Compagnia Totò de Romagnoli ;
- 1947-1948 : C'era una volta il mondo (it), écrit par Michele Galdieri et mis en scène par Compagnia Spettacolo Errepi de Remigio Paone, présenté par la Compagnia Totò-Barzizza ;
- 1949-1950 : Bada che ti mangio! (it), écrit par Michele Galdieri et Antonio De Curtis et mis en scène par Compagnia Spettacoli Errepi de Remigio Paone, présentant la Grande Compagnia de Riviste Totò-Barzizza-Giusti ;
- 1956-1957 : A prescindere (it), écrit par Nelli et Mangini et mis en scène par la Compagnia Spettacoli Errepi de Remigio Paone présentant la Compagnia Totò-Yvonne Menard (la dernière revue de Totò, interrompue en raison de la grave maladie oculaire de l'humoriste en mai 1957, au Teatro Politeama de Palerme).

## Poésie
La liste complète des poèmes écrits par Totò, le plus souvent en napolitain (entre parenthèses, le titre en italien), est la suivante :
- 'A livella (La livella)
- 'A passiona mia erano 'e rrose (La mia passione erano le rose)
- Uocchie 'ncantatore (Occhio incantatore)
- 'Ncantesimo (Incantesimo)
- Esempio
- Calannario
- Essa
- La donna
- Ma che dulore (Ma che dolore)
- 'O sole (Il sole)
- A Franca
- Preghiera del clown
- 'A vita è ingiusta (La vita è ingiusta)
- Tutto è finito
- Chi è ll'ommo (Chi è l'uomo)
- 'E dduje 'nnammurate (I due innamorati)
- Riflessione
- 'A 'mmasciata (L'ambasciata)
- Statuina a Francesca
- 'A femmena (La femmina)
- Pe nun te scurdà cchiù (Per non scordarti più)
- Viola d'ammore (Viola d'amore)
- Siamo uomini o caporali
- Cuore
- 'A cchiu' bella (La più bella)
- Ho bisogno di rivederti
- 'O piso (Il peso)
- Che me manca!
- Donna Amalia
- Pe sta vicino a tte (Per stare vicino a te)
- La società
- Napule, tu e io (Napoli, tu e io)
- 'O saccio sultant'io (Lo so soltanto io)
- Passione
- Il dramma di Don Ciccio Caccavalle
- 'A cchiu' sincera (La più sincera)
- Nu iuorno all'intrasatta (Un giorno all'improvviso)
- All'intrasatta... (All'improvviso)
- Ricunuscenza (Riconoscenza)
- 'A mundana (La prostituta)
- Dick
- Zuoccole, tammorre e femmene (Zoccoli, tamburi e donne)
- Si fosse n'auciello (Se fossi un uccello)
- 'Ngiulina (Angelina)
- Balcune e llogge (Balconi e logge)
- Ll'ammore (L'amore)
- Uocchie ca mme parlate (Occhi che mi parlate)
- 'A statuetta (La statuetta)
- 'A cunzegna (La consegna)
- Ammore perduto (Amore perduto)
- 'A nnammurata mia (La mia fidanzata)
- Core analfabeta (Cuore analfabeta)
- 'E ccorna (Le corna)
- 'O schiattamuorto (Il becchino)
- Felicità
- 'A vita (La vita)
- Il fine dicitore
- Bianchina
- 'E pezziente (I pezzenti)
- 'A speranza (La speranza)
- Il cimitero della civiltà
- Sarchiapone e Ludovico
- L'indesiderabile
- L'acquaiola

## Chansons
La liste des chansons écrites (et pour certaines interprétées) par Totò est la suivante :
- La mazurka dei vent'anni, chantée par Totò dans le film Totò, apôtre et martyr (1940)
- Margherita, chantée par Totò dans le film L'allegro fantasma (1941)
- Girotondo, chantée par Totò avec le Trio Primavera (it) dans le film L'allegro fantasma (1941)
- La mazurka di Totò, chantée par Totò dans le film Totò le Moko (1949)
- Ischia mia, chantée par Giacomo Rondinella (1951)
- Malafemmena, chantée par plusieurs artistes, dont Giacomo Rondinella, Roberto Murolo, Lina Sastri, Fausto Leali, Franco Simone e James Senese (1951). Elle est également chantée par Teddy Reno dans le film Totò, Peppino et la danseuse (1956). Même Gabriella Ferri l'a chantée dans un épisode de l'émission de variétés de la Rai Mazzabubù (1975).
- Nun si 'na femmena, chantée par Totò dans le film Totò terzo uomo (1951)
- Sulo, chantée par Giacomo Rondinella (1951)
- Casa mia, chantée par Totò et Giacomo Rondinella dans le film Où est la liberté ? (1952)
- Comme a nu' carcerato (2e prix Festival Cava dei Tirreni 1952 ; chantée par De Curtis, Nello Franzese, Porcaro)
- Me diciste 'na sera (1952 ; de De Curtis, Nello Franzese, Porcaro)
- A chi non lo sapesse, chantée par Giacomo Rondinella (1952)
- Isola d'oro, chantée par Giacomo Rondinella (1952)
- Uocchie ca me parlate, chantée par Totò dans le film Où est la liberté ? (1952)
- Non voglio amare più, chantée par Giacomo Rondinella (1952)
- Me songo annammurato, chantée par Totò dans le film Où est la liberté ? (1952)
- Margellina blu, chantée par Franco Ricci (1953)
- Carme' Carme', chantée par Nicola Maldacea Jr. dans le film Un turco napoletano (1953)
- Ddoje strade, chantée par Amedeo Pariante (1953)
- Nemica, chantée par Roberto Murolo (1954)
- Con te, chantée par Natalino Otto, Achille Togliani et L. Morosini (1954), présentée au Festival de Sanremo 1954 (également chantée en espagnol en 1967 par Ernesto Bonino)
- Aggio perduto 'ammore, chantée par Roberto Murolo (1954)
- Abbracciato cu' tte, chantée par Achille Togliani dans le film Destinazione Piovarolo (1955)
- Luntano 'a te, chantée par Franco Ricci (1955)
- Tu si tutto pe' mme, chantée par Achille Togliani (1955)
- Core analfabeta, chantée par Totò dans le film Siamo uomini o caporali (1955)
- Che me diciste a 'ffa, chantée par Fausto Cigliano (1956)
- Miss, mia cara miss, chantée par Totò dans le film Parisien malgré lui (1958)
- Mariarosa, chantée par Claudio Villa (1960)
- Geppina Gepi, chantée par Totò e Anna Magnani dans le film Larmes de joie (1960)
- Rapallo, chantée par Achille Togliani (1961)
- Le Lavandou, chantée par Achille Togliani (1961)
- Filomè, chantée par Nino Taranto (1961)
- Piccerella, piccerè, chantée par Nino Taranto (1961)
- L'ammore avesse 'a essere, chantée par T. Pane (1962)
- Baciami, chantée par Totò et Mina dans le programme Rai Studio Uno (1965)
- Veleno, chantée par Totò et The Rokes dans le film Rita, la figlia americana (1965)
- Carmè, Carmè, chantée par Totò et Ninetto Davoli dans le film Des oiseaux, petits et gros (1966)

Chansons uniquement interprétées :
- Il bel Ciccillo, chantée dans le film Yvonne la Nuit
- Marcello il bello
- Nel paese dei balocchi, chantée avec Mario Castellani

## Discographie
En 1942, Totò est engagé par la maison de disques Columbia (ou plutôt par la S.A. La Voce del Padrone-Columbia-Marconiphone de Milan), qui propose une série de disques enregistrés par des acteurs du théâtre et de la variété, parmi lesquels Vittorio De Sica, Macario, Aldo Fabrizi, Nino Taranto et Wanda Osiris. Les disques de Totò en tant que chanteur, sortis en pleine guerre, sont passés pratiquement inaperçus et leurs traces ont été complètement perdues, à tel point que lorsque le 33 tours (format 45 tours) contenant le poème 'A livella et le sketch Pasquale (interprété avec Mario Castellani) est sorti en 1967, il a été annoncé comme « le premier disque enregistré par Totò ». Il a été suivi par un 33 tours, le dernier disque enregistré par Totò, contenant plusieurs poèmes et les sketches ufficio di collocamento, Lallo parrucchiere per signora, Serafino Bolletta premio Nobel, Vagone letto et Medaglia al valor civile.
En tant que chanteur, Totò a enregistré un total de trois disques commercialisés par Columbia en avril 1942 :
- Disque BQ 6024, contenant la chanson à deux voix Serenata a Margherita de Michele Galdieri, interprétée avec Mario Castellani, accompagnée à la guitare, tirée de la revue de M. Galdieri Quando meno te lo aspetti de 1941.
- Disque BQ 6025, contenant les pièces suivantes, toutes deux extraites de la revue Volumineide de M. Galdieri en 1942 : 
  - Marcello il bello (CB 10735), musique de Giovanni D'Anzi (1906-1974) - texte de M. Galdieri, orchestre de Maestro Consiglio
  - Nel paese dei balocchi (CB 10738), musique de Giovanni Fusco (1906-1968) - texte de M. Galdieri, chanté avec M. Castellani, orchestre du Maestro Consiglio
- Disque D.Q. 3678, contenant deux chansons interprétées par Totò du film Totò, apôtre et martyr (film Capitani - 1940) musique de Armando Fragna (1898-1972), vers de Bixio Cherubini (1899-1987), orchestre de Maestro Consiglio :
  - La mazurka dei vent'anni (CB 10739)
  - La quadriglia di famiglia (CB 10740)

## Télévision

### Sketches publicitaires
À l'automne 1966, Totò tourne pour la Rai neuf sketches publicitaires réalisés par le metteur en scène Luciano Emmer, diffusés dans l'emission Carosello avant la mort de l'acteur ; seuls deux d'entre eux subsistent aujourd'hui (Totò cassiere et Totò calzolaio), les autres ayant probablement été perdus ou détruits.
- Totò cassiere
- Totò calzolaio
- Totò spazzino
- Totò petroliere
- Totò proprietario di ristoranti
- Totò farmacista
- Totò barista
- Totò giocatore
- Totò elettricista

En janvier 1967, sept autres sketches sont tournés, sous la direction du réalisateur Giuliano Biagetti. Le projet en prévoyait dix, mais Totò n'a pas pu les terminer en raison de son emploi du temps chargé ; ces sketches n'ont jamais été diffusés, car ils ont été volés avant d'avoir pu être utilisés.
- Totò ingegnere
- Totò pittore
- Totò meteoronauta
- Totò iettatore
- Totò ferroviere
- Totò operaio
- Totò giardiniere

### Apparitions télévisées
- 1958 : Il Musichiere
- 1965-1966 : Studio Uno avec Mina

#### Entretiens
- 1959 : Telecamere in vacanza, interviewé en plaisantant par Franca Faldini[126]
- 1962 : Cinema d'oggi, entretien sur le tournage de Les Deux Colonels[241]
- 1961 : Controfagotto, interview dans le chenil L'ospizio dei trovatelli
- 1963 : TV7, entretien avec Lello Bersani (it)[28]
- 1965 : Cinema d'oggi, entretien à son domicile[126]
- 1966 : Segnalibro, entretien avec Luigi Silori sur un livre d'Alberto Bevilacqua concernant les comiques italiens[23]
- 1966 : Interview sur le tournage de Des oiseaux, petits et gros
- 1966 : Anteprima, entretien sur le cinéma comique
- 1966 : L'Approdo (1966)[126]
- 1967 : Interview sur le tournage de La Terre vue de la Lune, un sketch du film collectif Les Sorcières

#### Entretiens radiophoniques
- 1950 : Sono Totò, Dio che tristezza, Article de La Repubblica, 1er décembre 1990, Archives Rai
- 1952 : Ciak, entretien avec Lello Bersani, à l'occasion de la remise du Ruban d'argent pour Gendarmes et Voleurs
- 1952 : La Giraffa, Totò déclame des vers de William Shakespeare
- 1958 : La grande radio, intervista con Lello Bersani sul film Totò nella luna
- 1963 : Interview par Oriana Fallaci pour L'Europeo
- 1967 : La grande radio, entretien dans son appartement
- 1967 : Chicche e sia, Totò récite ses poèmes La consegna, Felicità et L'acquaiola

### Émissions télévisées consacrées à l'acteur
- 1981 : Il pianeta Totò, de Giancarlo Governi (1981, en 30 épisodes ; rediffusion en 1983 en 25 épisodes et, à nouveau en 1988 en 30 épisodes)
- 1987 : W Totò, animé par Nanni Loy
- 1992 : Caro Totò, ti voglio presentare, animé par Renzo Arbore
- 1993 : Totò, un altro pianeta, de Giancarlo Governi (en 15 épisodes)
- 1994 : Tocco e ritocco, de Giancarlo Governi (en quatre épisodes)
- 1995 ; La vita del principe Totò, de Giancarlo Governi (en deux épisodes)
- 1997 : Omaggio a Totò, de Giancarlo Governi (en deux épisodes)
- 1998 : Totò 100, de Giancarlo Governi (en deux épisodes)
- A prescindere..., de Giancarlo Governi (en deux épisodes)
- 2017 : Il nostro Totò, pour le 50e anniversaire de la disparition

## Récompenses
- Festival de Cannes
  - 1966 – Mention spéciale pour son interprétation dans Des oiseaux, petits et gros
- Ruban d'argent
  - 1952 – Meilleur acteur dans Gendarmes et Voleurs
  - 1966 – nomination au Meilleur acteur dans un second rôle per La Mandragore
  - 1967 – Meilleur acteur pour Des oiseaux, petits et gros
- Globo d'oro
  - 1966 – Meilleur acteur pour Des oiseaux, petits et gros
- ANICA
  - 1959 : Targa d'oro
- Grolla d'oro
  - 1961 : prix pour l'ensemble de sa carrière (jamais décerné)